# Sublaines
Vous lisez un « bon article » labellisé en 2014.
Sublaines (prononcé [syblɛn] ) est une commune française située dans le département d'Indre-et-Loire en région Centre-Val de Loire, dans la province historique de Touraine.
Plusieurs sites du territoire communal font l'objet d'une occupation humaine ininterrompue depuis le Néolithique ; en témoignent les nombreux vestiges mis au jour, dolmen néolithique, bâtiments de l'âge du bronze, tumulus de l'âge du fer, voies antiques, nécropole mérovingienne, avant la première mention écrite de Sublaines, sous la forme Sublena, dans un diplôme du IXe siècle.
La situation du territoire de Sublaines, presque intégralement inscrit dans la région fertile de la Champeigne tourangelle, prédisposait dès ses origines la commune à une vocation agricole qui ne s'est jamais démentie jusqu'au XXIe siècle. En 2014, le village ne compte que 200 habitants. S'il a commencé à se repeupler depuis le début des années 1980, ses nouveaux habitants ne travaillent pas tous sur place mais dans les bassins d'emploi d'Amboise ou de Loches. L'activité économique proposée sur la commune est des plus réduites même si, depuis 2012, une zone d'activités au nord de la commune est en cours d'aménagement à proximité d'une sortie de l'autoroute A85 ouverte en 2007 : en 2014, 23 emplois nouveaux s'y sont déjà créés.
La préservation du patrimoine naturel communal est un facteur à prendre en compte dans chaque projet d'aménagement puisque la presque totalité du territoire sublainois est inscrit dans le périmètre d'un site du réseau Natura 2000 et que trois zones naturelles d'intérêt écologique, faunistique et floristique (ZNIEFF) intéressent le territoire communal.

## Géographie

### Localisation et communes limitrophes
La commune de Sublaines se trouve à l'est du département d'Indre-et-Loire, dans la région historique de Touraine. À vol d'oiseau, Sublaines se situe à 27,2 km au sud-est de Tours, préfecture du département d'Indre-et-Loire et à 6,8 km au sud de Bléré, chef-lieu du canton auquel la commune est rattachée.
Sublaines fait partie de l'aire urbaine de Tours.
| - OpenStreetMap Limites territoriales de Sublaines. - Limites administratives de Sublaines. La ligne rouge matérialise le tracé de l'autoroute A85. |

Sublaines est limitrophe de cinq autres communes :
|         | Bléré     |                           |
| Cigogné | Sublaines | Luzillé                   |
|         | Chédigny  | Saint-Quentin-sur-Indrois |

Le territoire de la commune s'étire du nord-nord-ouest vers le sud-sud-est en une bande assez étroite, aux contours irréguliers, de part et d'autre de la D31.

### Géologie et relief

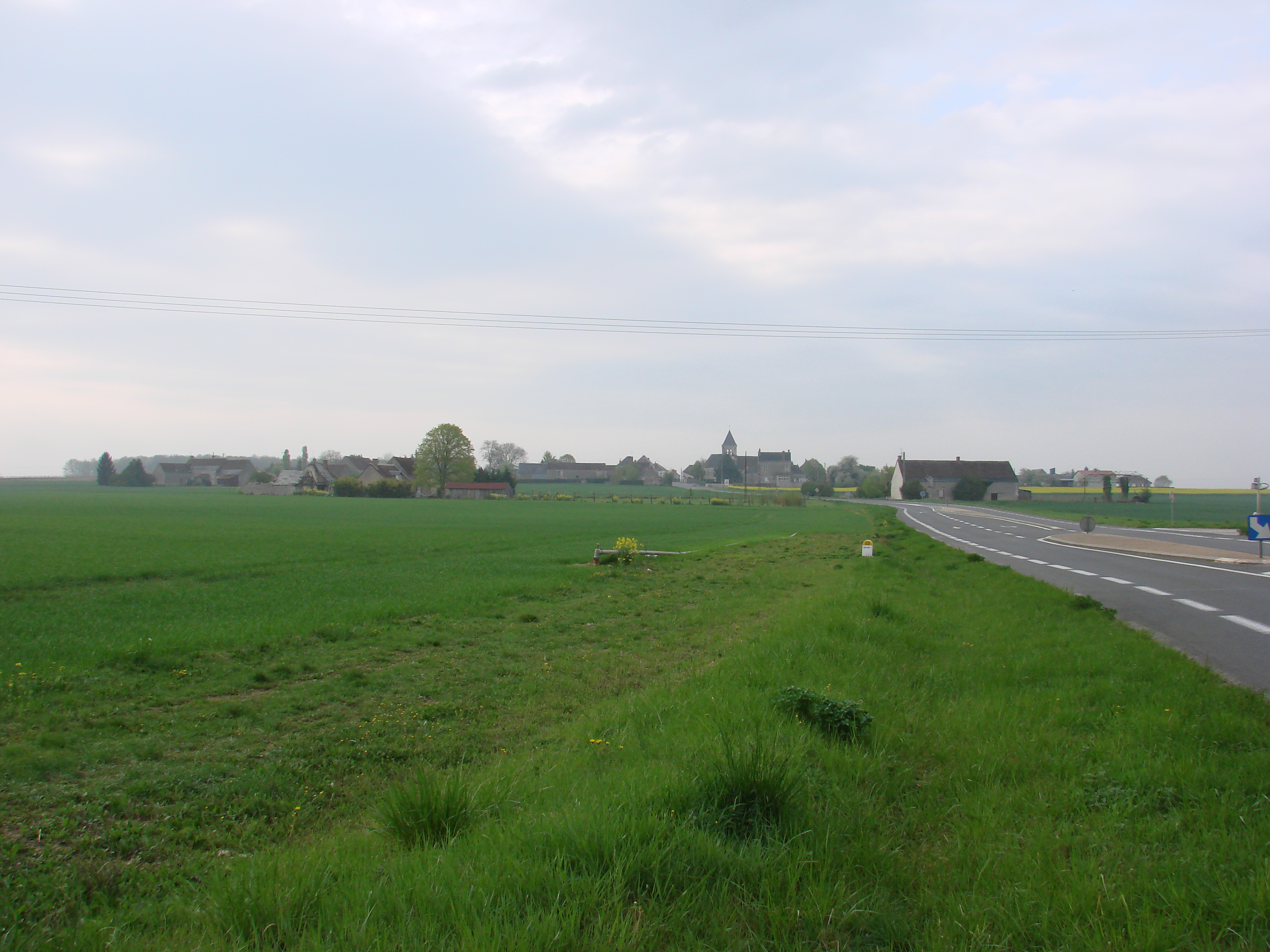
Vue générale de Sublaines.

La formation géologique très largement dominante à Sublaines consiste en un socle de sables du cénomanien, déposés il a environ 95 millions d'années (Ma) à la faveur d'une avancée marine sur la Touraine. S'y superposent successivement le tuffeau jaune du turonien supérieur (- 90 Ma) puis une couche de craie du Sénonien (entre - 89 et - 65,5 Ma) ; la mer se retire à la fin de cette période qui correspond également à la fin du Mésozoïque. Plus tard, du milieu à la fin de l'Éocène, il y a (- 37 à - 34 Ma), une nouvelle avancée des mers par le nord-ouest dépose sur cet ensemble le calcaire lacustre caractéristique de la petite région agricole fertile de la Champeigne tourangelle qui compose la presque totalité des sols de la commune. Seuls font exception, à l'extrême sud-est ainsi qu'au nord du territoire, des affleurements de la craie sénonienne au flanc des vallons creusés par les ruisseaux de la Hubaudière et du Vaugerin, et, au sud-est du bourg lui-même, une plaque de dépôts alluvionnaires du Miocène moyen (- 15 Ma environ) comportant une petite lentille de faluns,.
La superficie du territoire de Sublaines est de 1 440 hectares (au 1er janvier 2014), un peu inférieure à la superficie moyenne d'une commune de France métropolitaine qui s'établit à 1 510,2 hectares,.
La presque totalité du territoire communal de Sublaines se développe sur un plateau d'altitude assez uniforme proche de 100 m, marqué seulement par les dépressions que constituent les vallons de deux ruisseaux. Le point culminant à 117 m se trouve à quelques centaines de mètres au sud-est du chef-lieu communal au lieu-dit Le Peu, au sommet du léger monticule créé par le dépôt miocène ; l'altitude minimale de 87 m est observée dans la partie nord du territoire, au niveau du vallon du ruisseau du Vaugerin, lorsque ce dernier pénètre sur la commune de Bléré.

### Hydrographie
Aucun cours d'eau important ne traverse le territoire de Sublaines, simplement arrosé par des ruisseaux presque tous temporaires. La configuration géographique de la commune avec son point culminant central place son territoire sur la ligne de crête entre les bassins versants du Cher au nord et de l'Indre au sud, vers lesquels coulent les ruisseaux collectant les eaux de ruissellement autour du chef-lieu communal. Seul le ruisseau de la Hubaudière est un cours d'eau permanent, matérialisant la limite communale entre Sublaines et Chédigny.

### Paysages naturels

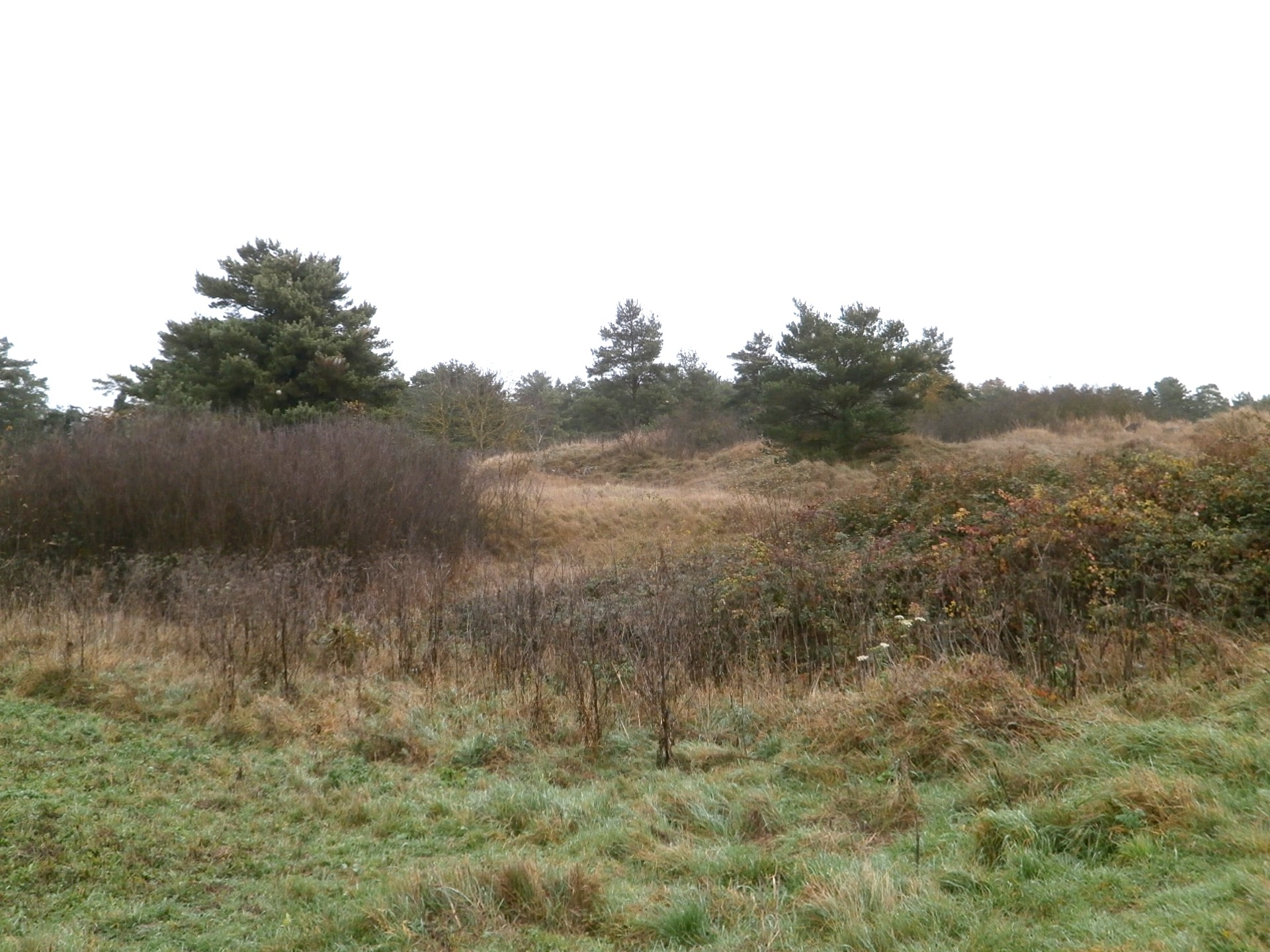
Paysage de lande sèche du bois du Pas de Saint-Martin.

Le paysage naturel dominant sur le territoire de Sublaines est celui de la Champeigne tourangelle établie sur les sols généralement fertiles et filtrants de calcaires lacustre : champs ouverts dévolus à l'agriculture avec de rares bosquets, surtout depuis la mutation agricole du début des années 1960. Les vallées sèches des cours d'eau temporaires sont, elles, depuis longtemps recouvertes de landes ponctuées de bouquets de genévrier et de bruyère. Les bois, après les défrichements qui se sont certainement succédé du Néolithique jusqu'au Moyen Âge, ne sont plus présents de façon notable qu'à l'extrême pointe nord du territoire, où le Bois Gaulpied représente à lui seul 80 % de la petite centaine d'hectares de bois qui demeure sur la commune. Les haies d'ormes ou ormeaux qui bordaient les chemins ruraux, déjà mises à mal par les remembrements, ont disparu au début des années 1980, victimes de la graphiose, et seule la toponymie communale en garde le souvenir.

### Climat
Pour des articles plus généraux, voir Climat du Centre-Val de Loire et Climat d'Indre-et-Loire.
En 2010, le climat de la commune est de type climat océanique altéré, selon une étude du Centre national de la recherche scientifique s'appuyant sur une série de données couvrant la période 1971-2000. En 2020, Météo-France publie une typologie des climats de la France métropolitaine dans laquelle la commune est toujours exposée à un climat océanique altéré et est dans la région climatique Moyenne vallée de la Loire, caractérisée par une bonne insolation (1 850 h/an) et un été peu pluvieux.
Pour la période 1971-2000, la température annuelle moyenne est de 11,2 °C, avec une amplitude thermique annuelle de 15 °C. Le cumul annuel moyen de précipitations est de 701 mm, avec 11,3 jours de précipitations en janvier et 6,5 jours en juillet. Pour la période 1991-2020, la température moyenne annuelle observée sur la station météorologique installée sur la commune est de 12,1 °C et le cumul annuel moyen de précipitations est de 647,3 mm,. Pour l'avenir, les paramètres climatiques de la commune estimés pour 2050 selon différents scénarios d'émission de gaz à effet de serre sont consultables sur un site dédié publié par Météo-France en novembre 2022.
| Mois                                  | jan.           | fév.           | mars           | avril         | mai             | juin          | jui.          | août           | sep.           | oct.            | nov.            | déc.             | année      |
| ------------------------------------- | -------------- | -------------- | -------------- | ------------- | --------------- | ------------- | ------------- | -------------- | -------------- | --------------- | --------------- | ---------------- | ---------- |
| Température minimale moyenne (°C)     | 2,2            | 2,1            | 3,9            | 5,8           | 9,2             | 12,4          | 14,1          | 14             | 11             | 8,8             | 5               | 2,6              | 7,6        |
| Température moyenne (°C)              | 4,9            | 5,5            | 8,4            | 11            | 14,5            | 17,9          | 20            | 19,9           | 16,5           | 12,9            | 8,1             | 5,3              | 12,1       |
| Température maximale moyenne (°C)     | 7,6            | 9              | 12,9           | 16,2          | 19,8            | 23,5          | 25,8          | 25,9           | 21,9           | 17              | 11,3            | 8                | 16,6       |
| Record de froid (°C) date du record   | −12,2 07.01.09 | −14,3 07.02.12 | −10,7 01.03.05 | −3,1 08.04.03 | 0,2 07.05.1997  | 2,8 01.06.06  | 7 12.07.00    | 6,3 29.08.1995 | 3,2 29.09.1995 | −2,9 30.10.1997 | −9,1 22.11.1993 | −11,2 29.12.1996 | −14,3 2012 |
| Record de chaleur (°C) date du record | 16,2 01.01.23  | 23,3 27.02.19  | 24,4 31.03.21  | 28,9 30.04.05 | 31,9 14.05.1992 | 39,2 18.06.22 | 40,3 25.07.19 | 39,6 05.08.03  | 35,2 09.09.23  | 31,1 02.10.23   | 21,9 07.11.15   | 17,9 07.12.00    | 40,3 2019  |
| Précipitations (mm)                   | 56             | 46,8           | 45,3           | 48,2          | 61,2            | 46            | 49,3          | 48,8           | 49,6           | 65,9            | 64,3            | 65,9             | 647,3      |

### Voies de communication et transport

#### Liaisons aériennes
À 34 minutes de trajet routier depuis Sublaines, l'aéroport de Tours Val de Loire (code IATA : TUF • code OACI : LFOT) propose en 2014 des dessertes régulières à destination d'Ajaccio, Figari, Marseille, Dublin, Londres-Stansted, Marrakech et Porto ; d'autres dessertes, saisonnières ou occasionnelles, sont assurées.

#### Infrastructure routière
La commune de Sublaines se trouve sur la D31 à égale distance (18 km entre Amboise et Loches ; cette route, qui dessert le centre-bourg, traverse du nord au sud le territoire communal qu'elle partage en deux moitiés de superficie à peu près identique et relie Sublaines à Bléré au nord et Saint-Quentin-sur-Indrois au sud-est. En empruntant la D31 vers le nord, on accède, après un trajet de seulement 2,5 km, à l'autoroute A85 par la sortie 11 Bléré qui permet de gagner Tours puis l'autoroute A10 ou Vierzon puis l'autoroute A71 ; cette autoroute, ouverte en 2007, traverse d'ouest en est la pointe nord du territoire communal de Sublaines.
À partir du chef-lieu communal, plusieurs routes de moindre importance relient Sublaines à ses communes proches : Cigogné à l'ouest, Francueil au nord-est par la D500, Luzillé à l'est et Chédigny au sud par la D25.

#### Transport en commun
La commune est, en 2014, desservie par la ligne LMC du réseau Touraine Fil vert, le réseau interurbain de transport par autocar du conseil général d'Indre-et-Loire. Cette ligne, qui relie Rilly-sur-Vienne à Loches et Amboise, propose une ou deux dessertes quotidiennes avec une halte dans le centre-bourg de Sublaines.

## Urbanisme

### Typologie
Au 1er janvier 2024, Sublaines est catégorisée commune rurale à habitat dispersé, selon la nouvelle grille communale de densité à sept niveaux définie par l'Insee en 2022.
Elle est située hors unité urbaine. Par ailleurs la commune fait partie de l'aire d'attraction de Tours, dont elle est une commune de la couronne,. Cette aire, qui regroupe 162 communes, est catégorisée dans les aires de 200 000 à moins de 700 000 habitants,.

### Occupation des sols
L'occupation des sols de la commune, telle qu'elle ressort de la base de données européenne d’occupation biophysique des sols Corine Land Cover (CLC), est marquée par l'importance des territoires agricoles (91,5 % en 2018), en diminution par rapport à 1990 (94,4 %). La répartition détaillée en 2018 est la suivante : 
terres arables (86,8 %), zones industrielles ou commerciales et réseaux de communication (4,4 %), zones agricoles hétérogènes (4,3 %), forêts (4 %), prairies (0,4 %). L'évolution de l’occupation des sols de la commune et de ses infrastructures peut être observée sur les différentes représentations cartographiques du territoire : la carte de Cassini (XVIIIe siècle), la carte d'état-major (1820-1866) et les cartes ou photos aériennes de l'IGN pour la période actuelle (1950 à aujourd'hui).

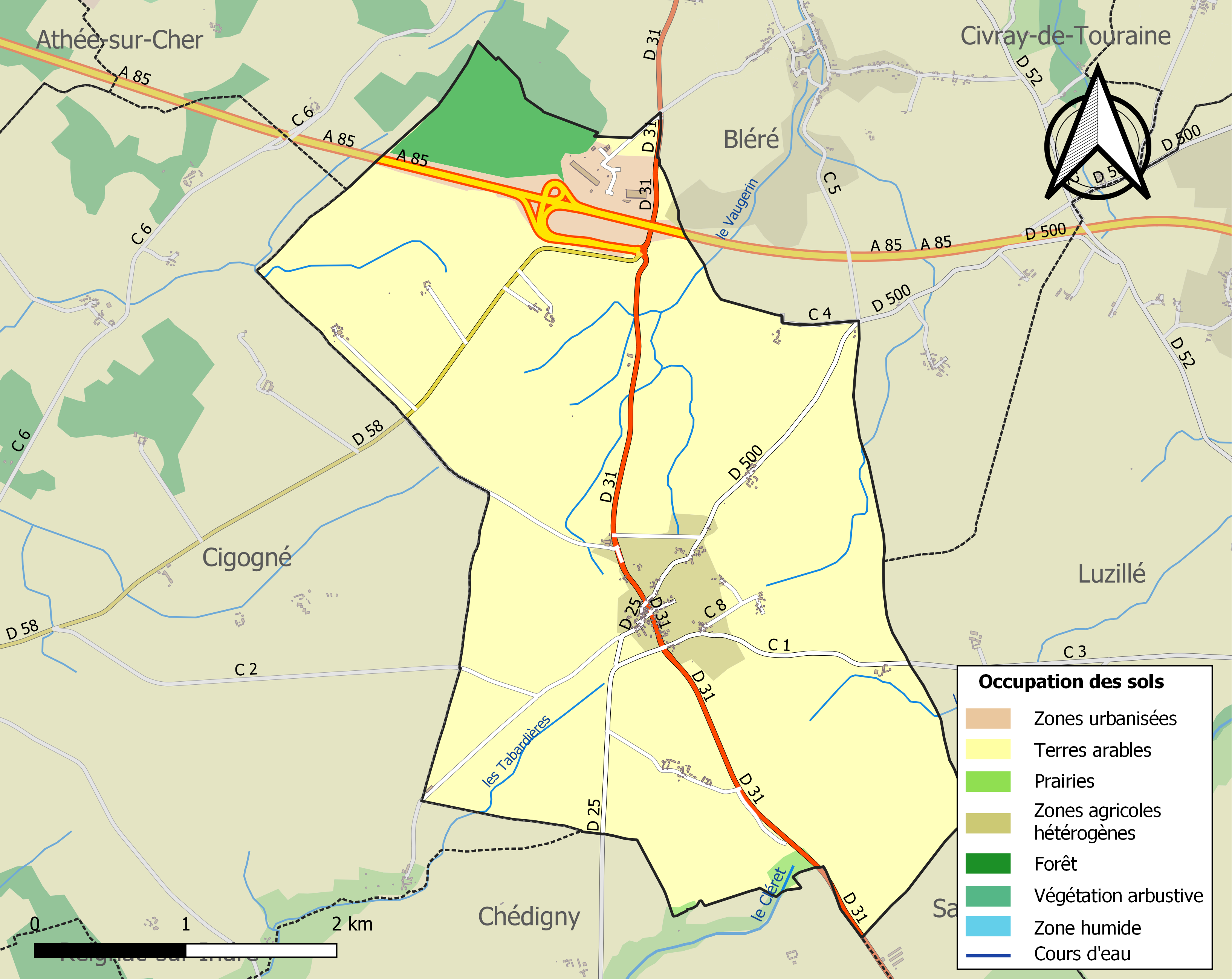
Carte des infrastructures et de l'occupation des sols de la commune en 2018 (CLC).

### Morphologie urbaine
Le chef-lieu communal est organisé autour de trois rues : la rue de Loches (D31), la rue de la Contenquière (vers Francueil) et la rue des Moriers (vers Chédigny et Cigogné) ; les habitations sont groupées le long de ces trois rues, avec une densité plus forte dans le noyau le plus ancien, constitué autour de l'église ; des constructions plus récentes se sont élevées le long de la D31, notamment vers le sud.
Le hameau d'Hommes est le plus important de la commune. D'autres écarts, au nombre d'une dizaine, parsèment le territoire communal ; ils ne sont composés le plus souvent que d'une seule ferme et de ses hangars d'exploitation, même si ces bâtiments ont parfois perdu leur usage agricole, auxquels se joignent une ou plusieurs habitations plus récentes.
Malgré la diminution du nombre de ses exploitations agricoles sur le long terme, le territoire de Sublaines garde les caractéristiques d'habitat dispersé d'un territoire à vocation rurale.

### Logement
Le tableau ci-dessous présente une comparaison du logement à Sublaines et dans l'ensemble de l'Indre-et-Loire en 2011, au travers de quelques indicateurs, :
|                                                        | Sublaines | Indre-et-Loire |
| ------------------------------------------------------ | --------- | -------------- |
| Part des résidences principales (en %)                 | 81,7      | 88,4           |
| Part des logements vacants (en %)                      | 16,9      | 7,1            |
| Part des ménages propriétaires de leur logement (en %) | 84,4      | 58,6           |

La part des résidences principales est inférieure à la moyenne départementale ; cette situation s'explique avant tout par la forte proportion de logements vacants (près de 17 %), dix points au-dessus de la moyenne départementale et en augmentation de quatre points par rapport à 2006. Les habitants des résidences principales, dans leur très grande majorité, en sont propriétaires ; 57 % des résidences principales sont occupées par les mêmes habitants depuis plus de dix ans. Assez peu de constructions nouvelles sont sorties de terre à Sublaines depuis la Seconde Guerre mondiale : huit seulement entre 1946 et 1990, et quatre après 1991.
Les résidences secondaires représentent 1,4 % des habitations de Sublaines, valeur très inférieure la moyenne de la moyenne de l'Indre-et-Loire qui s'établit à 4,4 %,.

### Aménagements en cours et projets
Profitant de la proximité de la sortie 11 de l'autoroute A85, une zone d'activités est en cours d'aménagement depuis 2012 sur le site du Bois Gaulpied, intéressant 25 hectares situés entre l'autoroute et la limite communale Sublaines / Bléré ; cet aménagement s'effectue sous la maîtrise d'ouvrage de la communauté de communes de Bléré Val de Cher (CCBVC).

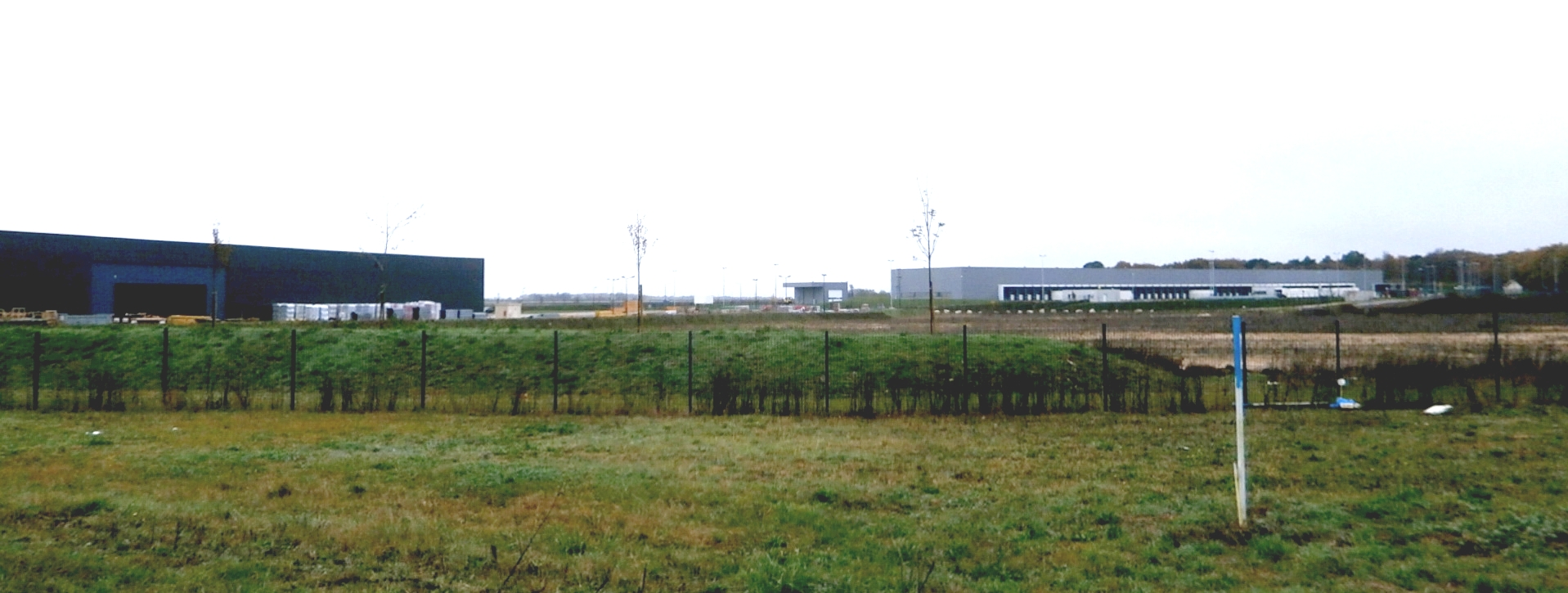
Zone industrielle de Sublaines/Bléré en cours d'aménagement.

### Risques naturels et technologiques

#### Risques naturels
En relation étroite avec son zonage géologique et comme les communes environnantes, le territoire communal de Sublaines est exposé, à des degrés divers selon les zones concernées, à un risque de mouvements de terrain consécutifs à la sécheresse et dus à des phases successives de retrait-gonflement des argiles pouvant fragiliser les fondations des bâtiments.
L'ensemble du territoire communal est exposé à un aléa « fort » vis-à-vis de ce risque, exception faite d'une petite zone au sud-est du centre-bourg et des vallons des ruisseaux, en limite communale, qui ne sont soumis qu'à un aléa « moyen » voire « nul » ; le zonage communal et l'échelle d'aléas sont définis par le Bureau de recherches géologiques et minières (BRGM).
Même si le département d’Indre-et-Loire, notamment sa frange sud-ouest, a connu dans l’histoire plusieurs tremblements de terre d’importance non négligeable (38 séismes y ont été recensés entre l'an 577 et le XXe siècle,, la commune de Sublaines est située en zone de sismicité faible, soit de niveau 2 sur une échelle de 1 à 5, alors que la sismicité globale du département varie de 1 (très faible) à 3 (modérée) selon les secteurs concernés.

#### Risques technologiques
L'entreprise EPC France, spécialisée dans la fabrication d'explosifs civils, a implanté un site de stockage d'une capacité maximale autorisée de 50 tonnes d'explosifs et 200 kg de détonateurs au nord-est du territoire de Cigogné, à proximité des limites avec Bléré et Sublaines ; 900 tonnes d'explosifs transitent annuellement par ce site, classé Seveso niveau haut. Sa présence entraîne des servitudes particulières aussi bien pour l'exploitant que pour l'environnement (les riverains les plus proches du site se trouvent à 300 m pour Cigogné, 600 m pour Sublaines), consignées dans un plan de prévention des risques technologiques (PPRT) pour les trois communes concernées et présenté au public le 19 mars 2012 à Sublaines ; les risques d'explosion et d'effets de souffle induits existent lors des manipulations des produits sur site, mais également lors du transport routier des explosifs et détonateurs.

## Toponymie

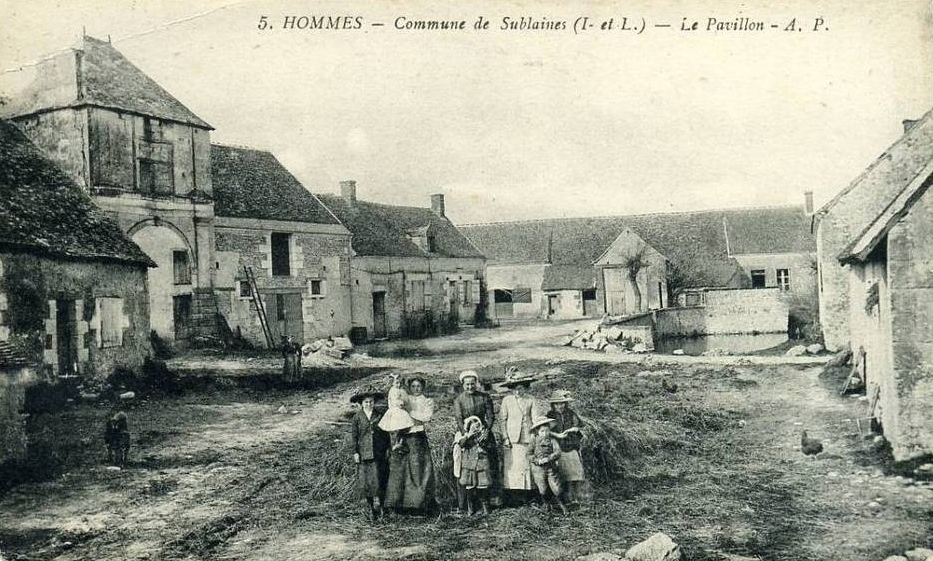
Cour de la ferme dite le Pavillon au hameau d'Hommes (vers 1900).

Un diplôme de l’empereur Louis le Pieux, au IXe siècle, mentionne pour la première fois Sublena. Viendront ensuite Seblena (dans une charte de l'abbaye Saint-Martin de Tours vers 1060), Sublenum (en 1119), Subleinnes (dans le pouillé de Tours en 1290), Parochia de Sublaines seu de Sublanis (dans des cartulaires du XIIIe siècle) puis Sublenes (en 1358, dans un cartulaire de l’archevêché de Tours). Le nom de Sublaines serait une évolution du latin Subalana (« qui possède un gouffre ou une source »), adjectif féminin formé à partir de Subala (« gouffre » ou « source »). Bernard Gineste a proposé une origine gauloise signifiant peut-être « puissante victoire » ou bien les « puissants vainqueurs ». Ernest Nègre, quant à lui, propose une forme féminisée en -a du nom propre roman Sybillinus.
Le hameau d’Hommes doit son nom à l'ancien français o[l]me « orme » (< latin ulmus « orme »), tombé graphiquement dans l'attraction du mot homme. Une formation toponymique plus récente ou rafraîchie a donné le Grand Ormeau ; ce toponyme s'applique d'ailleurs, à Sublaines, à deux lieux-dits distincts, à deux extrémités diamétralement opposées du territoire communal.
La ferme de Cours est peut-être une ancienne cour (curtis) carolingienne, ensemble de bâtiments clos pour un riche propriétaire et ses domestiques et Villaine une petite ferme (villana).
Le lieu-dit Le Peu accueille le point culminant de la commune et, de fait, le toponyme Peu est une évolution du mot latin podium (« lieu élevé ») qui donnera également puy.
L'odonyme Chemin chaussé désigne une voie très ancienne, peut-être antique, qui souligne la limite territoriale nord-est de Sublaines. Si ce nom semble bien dérivé du latin calx, les toponymistes sont partagés, à propos de sa signification, entre les tenants de « calx = chaux », le mortier à la chaux ayant parfois été utilisé dans la construction ou la poudre de chaux épandue comme liant sur la surface de roulage, et les partisans de « calx = talon », la voie étant foulée par les talons de ceux qui l'empruntent.

## Histoire

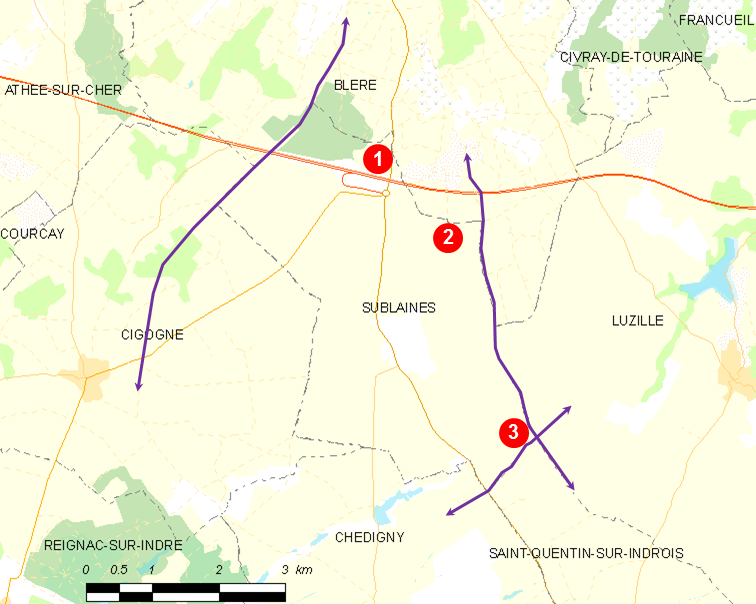
Principaux sites archéologiques de Sublaines.
En violet : les voies anciennes.
(1) Site du Grand Ormeau.
(2) Site de Villaine.
(3) Site des Danges.

L'histoire sublainoise est vieille de plus de 5 500 ans. Des vestiges archéologiques attribués à chaque grande époque depuis le Néolithique en témoignent, se succédant souvent sur un même site, jusqu'à ce que les sources écrites prennent le relais à la fin du premier millénaire de notre ère.

### Préhistoire
Une petite nécropole du Néolithique moyen du groupe de Chambon a été découverte en 2005 sur un chantier de l'autoroute A85 au nord de la commune (site du Grand Ormeau),. Au même endroit, une enceinte palissadée datée d'environ 3500 av. J.-C. a été mise au jour, une structure très rare puisqu'il n'en existait jusqu'alors qu'un seul exemplaire connu en France. L'enceinte néolithique, détectée dans l'emprise de axe autoroutier, entoure un terrain d'environ 15 ha. Elle s'étend sur une longueur de 620 m et comporte une double rangée de trous de poteaux. Le site des Danges a livré un anneau disque néolithique, objet considéré a priori comme un bracelet ou une autre forme de parure. Il a existé jusqu'à une date relativement récente au moins trois monuments mégalithiques sur le territoire de la commune, ; un seul subsiste actuellement, daté d'environ 1800 av. J.-C., sur le site de Villaine qui a été fouillé de manière approfondie à partir de 1964, se révélant le plus riche gisement de matériel néolithique de Touraine. Si l'âge du bronze moyen n'est que faiblement représenté, un grand bâtiment de l'âge du bronze final, malheureusement trop mal conservé pour en apprécier l'emprise totale, a été trouvé sur site du Grand Ormeau, accompagné d'abondant matériel de céramique.

### Protohistoire

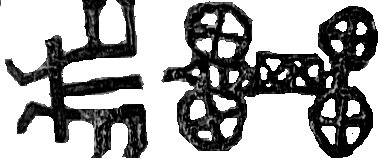
Char attelé représenté sur une urne du découverte dans un tumulus au lieu-dit les Danges.

Deux tumulus ont été érigés successivement à l'âge du fer au lieu-dit les Danges, le premier vers 800 av. J.-C., le second trois cents ans plus tard, d'un diamètre respectif de 30 et 40 m. Des trouvailles y ont été effectuées dès le XIXe siècle mais le site n'a été fouillé de manière méthodique qu'à partir de 1962 — les fouilles se sont terminées en 1968 — par l'archéologue Gérard Cordier qui a définitivement identifié ces tumulus comme des sépultures de dignitaires. Bon nombre de trouvailles sont actuellement conservées au musée d'archéologie nationale de Saint-Germain-en-Laye, dont une très belle urne funéraire représentant un char attelé, ainsi qu'un canard de bronze. Une tradition populaire faisait de ces tumulus des bornes érigées par Clovis et le roi wisigoth Alaric II pour marquer leurs territoires respectifs, à la suite d'une entrevue au cours de laquelle ces anciens ennemis avaient fait la paix,. L'extension géographique de ce site dépasse les limites communales, puisque Saint-Quentin-sur-Indrois est également concernée par des découvertes analogues à l'extrême nord de la commune, au contact du territoire de Sublaines.
Le site du Grand Ormeau se révèle aussi d'une très grand richesse en vestiges de l'époque de La Tène, dont une nécropole qui a livré des torques et des épées, des bâtiments sur plan quadrangulaire et une très importante série de silos de très grandes dimensions, témoignant d'une pratique déjà longue de l'agriculture.
Un puits gaulois, découvert à Château-Gaillard, a d'abord été considéré comme un puits funéraire, ; il s'avère que c'est beaucoup plus probablement un ancien silo à grains reconverti  comme puits à offrandes.

### Antiquité
Le site du Grand Ormeau continue d'être occupé à l'époque antique ; ont été mis au jour des fossés antiques organisant un réseau de parcelles agricoles, ainsi que quelques puits à eau. L'époque gallo-romaine a laissé une villa et une meule, ainsi que des vestiges de la voie romaine qui allait d'Amboise à Poitiers et qui matérialise au nord-ouest la limite communale entre Sublaines et Bléré. Les fouilles réalisées à l'occasion de la construction de l'autoroute A85 ont révélé sa structure : une emprise de plus de 20 m de large, fossés latéraux compris, et une chaussée composée de couches de pierres compactées successives maintenues latéralement par des pierres posées sur chant. Deux autres itinéraires très anciens, voire antiques, marquent les limites du territoire communal : du nord-ouest au sud-est, le Chemin chaussé sert de limite entre Sublaines d'une part et Bléré puis Luzillé d'autre part ; à la pointe sud-est de Sublaines et à proximité immédiate des Danges, le Chemin chaussé croise le chemin de Manthelan à Montrichard qui sépare Sublaines de Saint-Quentin-sur-Indrois. Des traces révélées par la photographie aérienne pourraient appartenir à des structures agricoles gallo-romaines et à des parcellaires fossiles ; la datation précise en est toutefois hasardeuse,.

### Moyen Âge

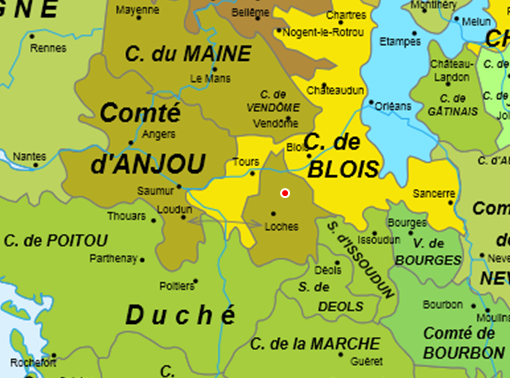
La Touraine en 1030.
Le point rouge représente Sublaines.

Le site de Villaine a également révélé l'existence d'une vaste nécropole mérovingienne, plus de 200 tombes creusées directement dans le substrat calcaire, accompagnées de quelques bijoux ; un tiers des sépultures avait appartenu à de jeunes enfants, ce qui fait dire à certains archéologues que cette nécropole pourrait avoir été utilisée à l'occasion d'épidémies sévissant dans la seconde moitié du VIe siècle, comme celles que relatait Grégoire de Tours (Histoire des Francs, Livre V, chap. 34).
Au IXe siècle, un diplôme de Louis le Pieux cite Sublaines comme appartenant aux chanoines de Saint-Martin de Tours, et c'est encore le cas au moins jusqu'au XIIIe siècle. À l'occasion de la construction de la zone industrielle du Bois Gaulpied, un souterrain-refuge complet (escalier, salles aménagées, bancs, puits) a été mis au jour ; daté d'avant la fin du XIe siècle, il pourrait faire partie d'un ensemble de dispositifs militaires construits dans la région pendant la guerre que se livraient alors les comtes d'Anjou et de Blois pour la possession de la Touraine.
La voie antique Amboise-Poitiers devient Chemin de Saint-Jacques, l'un des itinéraires vers le pèlerinage galicien ; elle restera très fréquentée jusque vers 1780 et la construction d'une nouvelle route de Paris vers l'Espagne, passant par Tours (future N10).

### Époques moderne et contemporaine
En 1578, le village est partagé entre un fief laïc tenu par Pierre Barétin, et un fief religieux, celui de la mairie, qui relève d'Amboise et de la prévôté de Courçay. Le fief dit « la mairie » est selon toute apparence celui du maire, administrateur local des biens au nom des propriétaires, en l'occurrence les chanoines.
Pendant la Révolution française, quelques incidents émaillent la vie de la commune : le 6 floréal an IV (26 avril 1796), l'adjoint et agent municipaux, « lesquels, ne sachant ni lire, ni écrire, ne peuvent tenir l'état civil », sont suspendus ; même sanction est demandée le 4 floréal an VII (24 avril 1799), pour les mêmes motifs, contre deux Sublainois occupant les mêmes fonctions. En 1790, la commune de Sublaines demande à être déchargée de sa contribution patriotique, en raison de la misère qui règne dans la commune. Il est même ajouté que certains habitants « seraient morts de faim, sans le secours charitable de leur curé qui s’est entièrement sacrifié pour eux... ».
La Première Guerre mondiale a fait treize victimes parmi les Sublainois, tués ou disparus dans le Nord de la France, alors que la commune comptait 286 âmes en 1911.  C'est donc un habitant sur 26 qui meurt dans cette guerre, et la proportion serait évidemment plus forte ramenée à la population masculine adulte.

## Politique et administration

### Situation administrative
Sublaines fait partie du canton de Bléré qui, depuis le redécoupage cantonal de 2014, regroupe seize communes autour de Bléré, le chef-lieu de canton. À l'issue du second tour des élections départementales de 2015, Jocelyne Cochin et Vincent Louault (Liste de l'union de la droite) sont élus conseillers départementaux du canton de Bléré.
Elle est rattachée à l'arrondissement de Loches et à la 2e circonscription de l'Indre-et-Loire, dont la députée est Claude Greff (UMP), depuis 2012.

### Tendances politiques et résultats
À l'exception des élections régionale et cantonale de 2004 lors desquelles le candidat de gauche est arrivé en tête, les électeurs de Sublaines ont toujours voté majoritairement pour le candidat de la droite, lui accordant le plus souvent plus de 60 % des suffrages, au cours de duels opposant même parfois au second tour deux candidats de droite. Lors de l'élection européenne de 2014, ils ont placé la liste du Front national en tête de leurs suffrages. Le mode de constitution des listes électorales pour les scrutins municipaux dans les « petites » communes ne favorise pas l'émergence d'une tendance politique claire.

#### Élection présidentielle de 2017
En 2017, au deuxième tour des élections présidentielles, Emmanuel Macron (En marche !), élu, a obtenu 55,45 % des voix et Marine Le Pen (FN), 44,55 %. Le taux de participation s'est élevé à 83,10 %.

#### Élections municipales en 2008 et 2014
Le nombre d'habitants lors du dernier recensement étant compris entre 100 et 499 habitants, le nombre de membres du conseil municipal est de 11.
Lors des élections municipales de 2008, les 7 conseillers municipaux ont été élus dès le premier tour et le taux de participation était de 74,66 % ; les 4 derniers conseillers municipaux ont été élus au second tour (taux de participation : 71,92 %).
Lors des élections municipales de 2014, les 11 conseillers municipaux ont également été élus dès le premier tour, avec un taux de participation de 79,86 %. Christian Fouassier est reconduit à la tête du conseil municipal le 28 mars 2014 ; il siège au conseil communautaire aux côtés de Jérôme Jarry.

### Liste des maires
| Période                                  | Période       | Identité            | Étiquette | Qualité  |
| ---------------------------------------- | ------------- | ------------------- | --------- | -------- |
| Les données manquantes sont à compléter. |               |                     |           |          |
| 1837 ?                                   | 1852          | Besnard             |           |          |
| 1853                                     | avr. 1854     | Girollet            |           |          |
| avril 1854                               | décembre 1854 | Suet                |           |          |
| décembre 1854                            | 1860          | Menou               |           |          |
| 1861                                     | 1877          | Harnois             |           |          |
| 1878                                     | mai 1892      | Sylvain Fouassier   |           |          |
| juin 1892                                | 1900          | Anatole Penicault   |           |          |
| 1901                                     | 1908          | Sylvain Besnard     |           |          |
| 1908                                     | 1912          | Henri Gousset       |           |          |
| 1913                                     | 1919          | François Meusnier   |           |          |
| 1920                                     | 1922?         | Charles Girault     |           |          |
| mars 2001                                | 2020          | Christian Fouassier | DVD       | Retraité |
| 2020                                     | En cours      | Jérôme Jarry        |           |          |

### Instances judiciaires et administratives
Jusqu'en fin 2009, les habitants de Sublaines relevaient de la juridiction du tribunal d'instance de Loches. Depuis le 1er janvier 2010 et la réforme de la carte judiciaire, c'est le tribunal d'instance de Tours qui est compétent pour l'ensemble du département ; toutes les juridictions intéressant Sublaines sont ainsi regroupées à Tours, exception faite du tribunal administratif et de la cour d'appel qui siègent à Orléans, préfecture de la région Centre.
La commune se trouve dans la circonscription de gendarmerie de la brigade de proximité de Bléré.

### Intercommunalité
Sublaines fait partie, depuis sa création le 14 décembre 2000, de la communauté de communes de Bléré Val de Cher (CCBVC) qui regroupe 14 communes pour une population de 20 287 habitants, dont 5 234 pour la seule commune de Bléré, en 2011. Sublaines est la commune la moins peuplée au sein de la CCBVC.
La commune de Sublaines est également adhérente, au travers de la CCBVC, du Syndicat de Pays Loire-Touraine, structure intercommunale sous forme de syndicat mixte chargée de coordonner les projets qui dépassent le cadre des six communautés de communes qui y adhèrent.
Regroupant les seize communes du canton de Bléré ainsi que Véretz et Larçay, le Syndicat intercommunal de Bléré Val-de-Cher (SIBVC) « a une compétence unique qui est la vicinalité. » Travaillant exclusivement pour des collectivités territoriales, y compris celles qui n'y adhèrent pas, il peut notamment prendre en charge les travaux d'entretien du réseau vicinal. Cette structure est une évolution du syndicat intercommunal de Bléré, dont Sublaines faisait partie dès 1950, par voie de décret.
Le Syndicat intercommunal d'énergie d'Indre-et-Loire (SIEIL) assure le contrôle et la coordination de l'ensemble des concessionnaires opérant sur l'Indre-et-Loire dans le domaine de la distribution de gaz et d'électricité ; il intervient également sur le renforcement du réseau de distribution d'électricité. Fondé en 1937, il a progressivement évolué dans le contexte d'ouverture des marchés de l'énergie à la concurrence.
Par arrêté préfectoral en date du 23 avril 2008, toutes les communes d'Indre-et-Loire, Tours exceptée, adhèrent au SIEIL à titre individuel.

### Politique environnementale

#### Eau potable et assainissement
La commune de Sublaines assure en régie directe, auprès de ses administrés, l'approvisionnement en eau potable ainsi que, pour une partie d'entre eux, la collecte et le traitement des eaux usées.
181 Sublainois sont raccordés au réseau communal d'adduction d'eau potable. L'eau potable provient du forage de l'Herpenty, sur la commune de Bléré, elle aussi alimentée par ce forage ; l'eau est issue d'une nappe superficielle dans les calcaires lacustres et distribuée après dilution avec d'autres sources d'approvisionnement pour respecter la norme de 50 mg/l de nitrates au robinet.
Une station d'épuration à disques biologiques, d'une capacité de 120 EH (équivalent-habitant), est installée au sud-ouest du chef-lieu communal ; les eaux épurées sont rejetées dans le ruisseau des Tabardières. En 2012, 92 abonnés bénéficient de ce service. Les autres habitants doivent avoir recours à des dispositifs d'assainissement individuel ; la commune en a délégué le contrôle et l'entretien à un syndicat intercommunal ayant compétence en ce domaine sur l'ensemble du département.

#### Déchets ménagers
Cet aspect de la politique environnementale est géré par la CCBVC pour l'ensemble de ses communes adhérentes.
Une collecte hebdomadaire des ordures ménagères et des emballages ménagers est assurée en porte-à-porte,.
Des conteneurs pour le verre et les journaux-revues-magazines sont disposés sur deux sites du territoire communal. Une collecte des encombrants est réalisée une fois par an en porte-à-porte. Les habitants de Sublaines peuvent en outre se procurer, auprès de la communauté de communes, des bacs pour le compostage de leurs déchets végétaux. Enfin, ils ont accès à trois déchetteries gérées par la communauté de communes, dont la plus proche est celle de Bléré.
Les habitants de Sublaines peuvent enfin apporter leurs déchets d'activités de soins à risques infectieux (DASRI) à des permanences assurées au siège de la communauté de communes.

#### Gestion des ressources en eau
La CCBVC encourage les administrés de ses communes adhérentes à réduire leur consommation d'eau du réseau communal ; c'est dans cet objectif que, grâce à une participation financière incitative de la région Centre, elle leur permet de s'équiper en récupérateurs d'eau de pluie.

### Finances locales
Le tableau ci-dessous présente quelques éléments des finances locales de Sublaines, sur une période de neuf ans :
| Années | Résultat comptable | Résultat comptable   | Besoin () ou capacité () de · financement des investissements | Besoin () ou capacité () de · financement des investissements | Capacité d'autofinancement (CAF) | Capacité d'autofinancement (CAF) |
| Années | Sublaines          | Moyenne de la strate | Sublaines                                                     | Moyenne de la strate                                          | Sublaines                        | Moyenne de la strate             |
| ------ | ------------------ | -------------------- | ------------------------------------------------------------- | ------------------------------------------------------------- | -------------------------------- | -------------------------------- |
| 2005   | 32                 | 194                  | 123                                                           | 2                                                             | 32                               | 193                              |
| 2006   | 94                 | 198                  | 214                                                           | 13                                                            | 94                               | 200                              |
| 2007   | 117                | 203                  | 239                                                           | 3                                                             | 150                              | 206                              |
| 2008   | 134                | 192                  | 164                                                           | 10                                                            | 148                              | 196                              |
| 2009   | 1                  | 186                  | 610                                                           | 5                                                             | 14                               | 192                              |
| 2010   | 94                 | 176                  | 12                                                            | 10                                                            | 107                              | 183                              |
| 2011   | 269                | 197                  | 236                                                           | 9                                                             | 269                              | 206                              |
| 2012   | 161                | 218                  | 224                                                           | 7                                                             | 161                              | 227                              |
| 2013   | 40                 | 186                  | 341                                                           | 18                                                            | 40                               | 198                              |

Quelques tendances générales, toujours en comparant Sublaines avec la moyenne de sa strate (communes de moins de 250 habitants appartenant à un groupement fiscalisé), se dégagent à l'examen de ces données.
On constate, à l'examen de ces comptes, que la capacité d'autofinancement, est toujours inférieure à la moyenne de la strate exception faite pour l'année 2011. Il en est de même pour le résultat comptable.
La capacité de financement des investissements  varie fortement en fonction des années, un besoin de financement record de 341 €/habitant étant observé en 2013.

### Jumelages
La commune de Sublaines ne fait l'objet, en son nom propre, d'aucun jumelage. Toutefois, au travers du canton de Bléré, dont elle fait partie, elle est liée à la charte de jumelage signée entre ce canton et la commune de Garrel en Basse-Saxe (Allemagne). Ce jumelage, officialisé en 1966, fut l'un des premiers jumelages franco-allemands.

## Population et société

### Démographie

#### Évolution démographique
Les habitants de Sublaines sont appelés les Sublainois.
En 1687, les registres paroissiaux indiquent que Sublaines comptait 50 feux, puis 87 en 1789, dernière valeur connue avant le premier recensement en nombre d'habitants.

L'évolution du nombre d'habitants est connue à travers les recensements de la population effectués dans la commune depuis 1793. Pour les communes de moins de 10 000 habitants, une enquête de recensement portant sur toute la population est réalisée tous les cinq ans, les populations de référence des années intermédiaires étant quant à elles estimées par interpolation ou extrapolation. Pour la commune, le premier recensement exhaustif entrant dans le cadre du nouveau dispositif a été réalisé en 2008.

En 2022, la commune comptait 176 habitants, en évolution de −10,2 % par rapport à 2016 (Indre-et-Loire : +1,67 %, France hors Mayotte : +2,11 %).
| 1793 | 1800 | 1806 | 1821 | 1831 | 1836 | 1841 | 1846 | 1851 |
| ---- | ---- | ---- | ---- | ---- | ---- | ---- | ---- | ---- |
| 314  | 265  | 300  | 314  | 334  | 332  | 349  | 333  | 331  |

| 1856 | 1861 | 1866 | 1872 | 1876 | 1881 | 1886 | 1891 | 1896 |
| ---- | ---- | ---- | ---- | ---- | ---- | ---- | ---- | ---- |
| 320  | 302  | 293  | 300  | 304  | 300  | 303  | 305  | 295  |

| 1901 | 1906 | 1911 | 1921 | 1926 | 1931 | 1936 | 1946 | 1954 |
| ---- | ---- | ---- | ---- | ---- | ---- | ---- | ---- | ---- |
| 284  | 267  | 286  | 271  | 276  | 255  | 246  | 253  | 262  |

| 1962 | 1968 | 1975 | 1982 | 1990 | 1999 | 2006 | 2008 | 2013 |
| ---- | ---- | ---- | ---- | ---- | ---- | ---- | ---- | ---- |
| 203  | 167  | 154  | 153  | 155  | 159  | 171  | 175  | 197  |

| 2018 | 2022 | - | - | - | - | - | - | - |
| ---- | ---- | - | - | - | - | - | - | - |
| 185  | 176  | - | - | - | - | - | - | - |

Sublaines a connu, depuis le début du XIXe siècle et jusqu'à la fin des années 1970, un exode massif, perdant entre 1841 et 1982 plus de la moitié de ses habitants et seul le baby-boom succédant à la Seconde Guerre mondiale avait très temporairement enrayé dette dépopulation. Le phénomène semble toutefois inversé puisque depuis le début des années 1980, la population de la commune croît à nouveau et que depuis 1982 Sublaines regagne en moyenne un habitant chaque année.
Entre 1968 et 1982, la diminution de la population de Sublaines était principalement attribuable à un solde migratoire nettement déficitaire ; à partir de 1982, la tendance se renverse et sous l'effet d'un solde migratoire excédentaire, la population augmente. Cet accroissement est également dû au solde naturel positif, comme le montrent les données du tableau ci-dessous,.
|                                           | 1968 - 1975 | 1975 - 1982 | 1982 - 1990 | 1990 - 1999 | 1999 - 2010 |
| ----------------------------------------- | ----------- | ----------- | ----------- | ----------- | ----------- |
| Taux de variation annuel de la population | - 1,2       | - 0,1       | + 0,2       | + 0,3       | + 1,0       |
| Solde naturel                             | + 0,3       | + 0,1       | - 0,2       | + 0,1       | + 0,3       |
| Solde migratoire                          | - 1,4       | - 0,2       | + 0,4       | + 0,2       | + 0,8       |

#### Pyramide des âges
La population de la commune est relativement jeune.
En 2018, le taux de personnes d'un âge inférieur à 30 ans s'élève à 31,4 %, soit en dessous de la moyenne départementale (34,9 %). À l'inverse, le taux de personnes d'âge supérieur à 60 ans est de 27,0 % la même année, alors qu'il est de 27,8 % au niveau départemental.
En 2018, la commune comptait 98 hommes pour 87 femmes, soit un taux de 52,97 % d'hommes, largement supérieur au taux départemental (48,09 %).
Les pyramides des âges de la commune et du département s'établissent comme suit.
| Hommes | Classe d’âge | Femmes |
| ------ | ------------ | ------ |
| 1,0    | 90 ou +      | 3,4    |
| 5,1    | 75-89 ans    | 4,6    |
| 22,4   | 60-74 ans    | 17,2   |
| 18,4   | 45-59 ans    | 25,3   |
| 20,4   | 30-44 ans    | 19,5   |
| 12,2   | 15-29 ans    | 11,5   |
| 20,4   | 0-14 ans     | 18,4   |

| Hommes | Classe d’âge | Femmes |
| ------ | ------------ | ------ |
| 0,9    | 90 ou +      | 2,2    |
| 7,9    | 75-89 ans    | 10,2   |
| 17,3   | 60-74 ans    | 18,1   |
| 19,8   | 45-59 ans    | 19,1   |
| 17,9   | 30-44 ans    | 17,2   |
| 18,5   | 15-29 ans    | 17,5   |
| 17,6   | 0-14 ans     | 15,6   |

### Enseignement
La commune de Sublaines est rattachée à l'académie d'Orléans-Tours. Cette académie fait partie de la zone B pour son calendrier de vacances scolaires.
En 2014, aucune possibilité de scolarisation n'existe à Sublaines même, l'école ayant été fermée en 1970.
Les établissements d'enseignement primaire les plus proches sont situés à Bléré avec deux écoles d'enseignement public, l'une maternelle et l'autre élémentaire, scolarisant respectivement 160 et 237 élèves, ainsi qu'une école d'enseignement privé qui regroupe 141 élèves en maternelle et élémentaire (nombres d'élèves inscrits à la rentrée 2014).
Les établissements d'enseignement secondaires se situent à Bléré, avec un collège ou Amboise avec deux collèges public et un privé ; trois lycées d'enseignement public sont ouverts à Amboise, deux d'entre eux dispensant un enseignement professionnel. À Amboise également, un lycée agricole prépare aux métiers de la viticulture et de l'œnologie. En partenariat avec le conseil général d'Indre-et-Loire, la CCBVC a mis en place un service de transport desservant les communes de son territoire et à destination des établissements d'enseignement secondaire ou supérieur de Bléré, Esvres et Amboise.
Les établissements d'enseignement supérieur sont tous situés à Tours ou dans sa proche périphérie. Parmi eux, l'université pluridisciplinaire François-Rabelais propose, au sein d'une école polytechnique universitaire et de deux instituts universitaires de technologie s'appuyant sur une quarantaine de laboratoires de recherche, sept unités de formation et de recherche ; l'école supérieure de commerce et de management de Tours-Poitiers offre sur ses deux sites des formations Bac+3 ou Bac+5 ; l'école Brassart de Tours est spécialisée dans les arts graphiques.

### Manifestations culturelles et festivités
Depuis 2011, le comité des Fêtes de Sublaines organise chaque année au début du mois de septembre une brocante.

### Équipements communaux
L'ancienne école a été réaménagée en salle communale polyvalente d'une capacité de 100 personnes.

### Vie associative
Selon le Journal officiel, une association d'anciens combattants, a son siège à Sublaines depuis 2002.
Selon le site asso1901.com, une autre association, intervenant dans le domaine social, y est également domiciliée.

### Santé et services d'urgence
La commune de Sublaines ne dispose pas de professionnel de santé sur son territoire. Les médecins généralistes les plus proches exercent à Luzillé et Bléré. Les hôpitaux les plus proches sont les centres hospitaliers des Rives de l'Indre à Loches et Robert-Debré à Amboise.
Le centre d'incendie et secours le plus proche se trouve sur la commune voisine de Bléré.

### Médias
Le quotidien régional La Nouvelle République du Centre-Ouest, dans son édition Indre-et-Loire, Touraine Est, consacre quelques pages à l’actualité du canton de Bléré.
Dans le domaine des médias audiovisuels, parmi les chaînes de télévision de télévision numérique terrestre (TNT) qui sont accessibles à tous les habitants de Sublaines, France 3 Centre-Val de Loire et TV Tours Val de Loire relaient plus spécifiquement les informations locales. Parmi les nombreuses stations de radio disponibles, on peut citer France Bleu Touraine, l'une des stations régionales du groupe Radio France, Graffic, basée à Loches et Radio Active, basée à Amboise et Montlouis-sur-Loire, plus spécialement consacrées à la musique et aux informations locales.

### Cultes
Le territoire de la commune dépend de la paroisse Saint-Jacques-du-Val-de-Cher au sein du doyenné d'Amboise, lui-même partie de l'archidiocèse de Tours, au même titre que cinq autres doyennés. En 2014, cette paroisse dispose d'un lieu de culte à Sublaines, l'église Saint-Martin, où le culte catholique est célébré en alternance avec d'autres églises de la paroisse.
Monseigneur Bernard-Nicolas Aubertin est à la tête de l'archidiocèse de Tours depuis 2005.

### Énergie et télécommunications
En 2014, l'ensemble du réseau de téléphonie fixe déployé sur Sublaines est accessible à l'internet haut débit via les techniques  ADSL 2+ et VDSL2.
En raison de la présence d'un site du réseau Natura 2000 induisant une « sensibilité environnementale », le territoire communal de Sublaines est exclu des zones de développement potentiel de l'énergie éolienne en Indre-et-Loire.

## Économie
Le tableau ci-dessous détaille les établissements actifs à Sublaines par secteur d'activité au regard du nombre de salariés :
|                                                              | Total | %     | 0 salarié | 1 à 9 salariés | 10 à 19 salariés | 20 à 49 salariés | 50 salariés ou plus |
| ------------------------------------------------------------ | ----- | ----- | --------- | -------------- | ---------------- | ---------------- | ------------------- |
| Ensemble                                                     | 26    | 100,0 | 23        | 3              | 0                | 0                | 0                   |
| Agriculture, sylviculture et pêche                           | 17    | 65,4  | 16        | 1              | 0                | 0                | 0                   |
| Industrie                                                    | 2     | 7,6   | 2         | 0              | 0                | 0                | 0                   |
| Construction                                                 | 4     | 15,4  | 3         | 1              | 0                | 0                | 0                   |
| Commerce, transports, services divers                        | 2     | 7,7   | 2         | 0              | 0                | 0                | 0                   |
| dont commerce et réparation automobile                       | 1     | 3,8   | 1         | 0              | 0                | 0                | 0                   |
| Administration publique, enseignement, santé, action sociale | 1     | 3,8   | 0         | 1              | 0                | 0                | 0                   |
| Champ : ensemble des activités.                              |       |       |           |                |                  |                  |                     |

En 2012 et 2013, six entreprises ont été créées à Sublaines, dont trois dans le domaine de la construction, deux dans celui du commerce et une dans le secteur de l'administration publique, de l'enseignement, de la santé, et de l'action sociale,.

### Entreprises et commerces

#### Agriculture
Le tableau ci-dessous présente les principales caractéristiques des exploitations agricoles de Sublaines, observées sur une période de 22 ans :

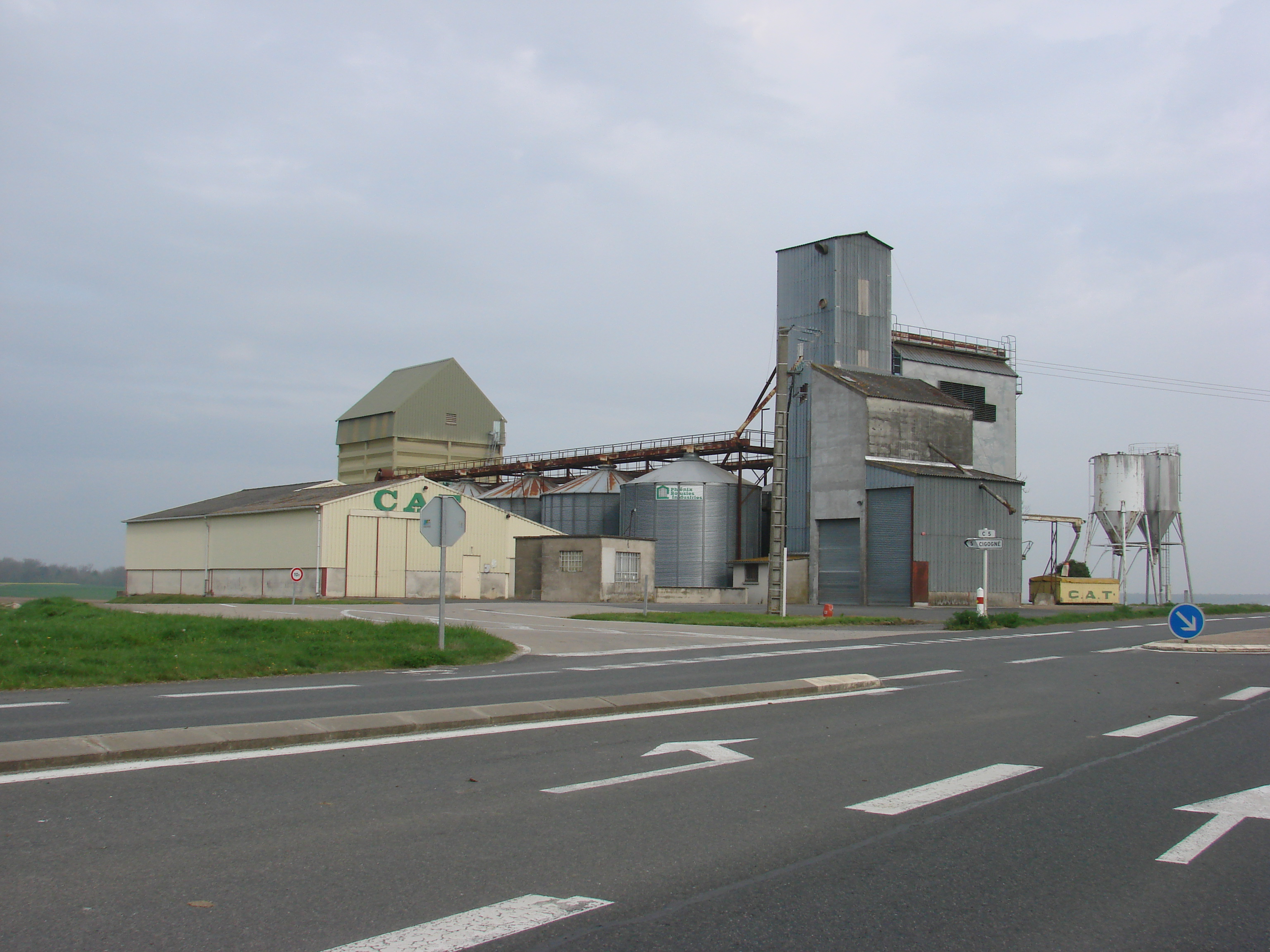
Silos de stockage de céréales.

|                                            | 1988  | 2000  | 2010  |
| ------------------------------------------ | ----- | ----- | ----- |
| Nombre d’exploitations                     | 25    | 19    | 18    |
| Équivalent Unité de travail annuel (UTA)   | 31    | 22    | 18    |
| Surface Agricole Utile (SAU) (ha)          | 1 444 | 1 519 | 1 540 |
| Cheptel (nombre de têtes)                  | 118   | 324   | 163   |
| Terres labourables (ha)                    | 1 398 | 1 509 | 1 529 |
| Superficie moyenne d’une exploitation (ha) | 57,8  | 79,9  | 85,5  |

La vocation agricole du territoire de Sublaines se maintient au fil des millénaires. Au cours de la première décennie du XXIe siècle, le nombre d'exploitations est resté presque stable et représente encore, en 2011, 65 % des entreprises de la commune ; la surface agricole utile est presque exclusivement composée de terres labourables pour des exploitations tournées vers la céréaliculture, comme en témoigne la présence d'une coopérative agricole équipée de silos à grains implantée sur la commune. Ces cultures ne réclament pas une main d'œuvre importante et le chef d'exploitation est seul à travailler ses terres ; le nombre d'équivalents UTA est, en 2010, rigoureusement identique au nombre d'exploitations. Si la taille des exploitations a fortement augmenté à la fin du XXe siècle, elle tend à se stabiliser depuis.
Subsistent également quelques parcelles de vigne, près du chef-lieu communal, sur les sols les plus sableux de la commune.

#### Entreprises et services
Quelques entreprises opérant dans le domaine du bâtiment et travaux publics (BTP) sont implantées à Sublaines : électricité, maçonnerie, plomberie, terrassement.
D'installation trop récente pour figurer dans les statistiques de l'INSEE, une coopérative d'approvisionnement des artisans du bâtiment a été inaugurée en mai 2014 dans la nouvelle zone d'activités de Sublaines ; ce sont 23 emplois supplémentaires qui se sont créés sur la commune à cette occasion. Une autre entreprise de services, spécialisée dans le transport rapide de colis, aménage un nouveau centre de tri dans la même zone industrielle, profitant de l'accès direct au réseau autoroutier ; ce centre est entré en activité en janvier 2015 et génère une centaine d'emplois.
Le seul commerce de proximité ouvert à Sublaines est un restaurant. La commune voisine de Bléré, proposant une gamme élargie de commerces de proximité et de grandes surfaces, est en mesure de répondre aux besoins de la population sublainoise. Une assistante maternelle, pouvant accueillir 4 enfants, propose ses services sur la commune.

#### Hébergement touristique
En l'absence d'hôtels ou de campings, l'hébergement touristique à Sublaines est assuré par deux gîtes ruraux.

### Revenus et fiscalité
En 2015, le revenu fiscal médian par ménage est de 31 806 €, alors que la moyenne départementale s'établit à 32 011 € et que celle de la France métropolitaine est de 32 409 €.
Les indicateurs de revenus et de fiscalité à Sublaines et dans l'ensemble de l'Indre-et-Loire en 2011 sont présentés ci-dessous, :
|                                                                             | Sublaines | Indre-et-Loire |
| --------------------------------------------------------------------------- | --------- | -------------- |
| Revenu net déclaré par foyer fiscal (en €)                                  | 24 140    | 24 480         |
| Part des foyers fiscaux imposables sur l'ensemble des foyers fiscaux (en %) | 62,0      | 58,3           |

Le revenu moyen par foyer fiscal est légèrement inférieur à la moyenne départementale, pour une proportion de foyers imposables plus élevée.

### Emploi
Les deux tableaux ci-dessous présentent les chiffres-clés de l'emploi à Sublaines et leur évolution sur les six dernières années, :
|                               | Sublaines 2011 | Sublaines 2006 |
| ----------------------------- | -------------- | -------------- |
| Population de 15 à 64 ans     | 108            | 115            |
| Actifs (en %)                 | 81,9           | 76,3           |
| dont :                        |                |                |
| Actifs ayant un emploi (en %) | 76,6           | 68,6           |
| Chômeurs (en %)               | 4,3            | 7,6            |

|                                      | Sublaines 2011 | Sublaines 2006 |
| ------------------------------------ | -------------- | -------------- |
| Nombre d'emplois dans la zone        | 29             | 44             |
| Indicateur de concentration d'emploi | 34,7           | 54,6           |

Sur six ans, la population active de Sublaines a légèrement baissé, mais le taux d'emploi de cette population active s'est amélioré et le taux de chômage a baissé de plus de 3 points. Le nombre d'emplois dans la zone a très fortement diminué (- 34,1 %) ; la conséquence directe en est une importante dégradation de l'indicateur de concentration d'emploi ; seuls 35 emplois sont proposés pour 100 actifs.
En 2011, les actifs résidant à Sublaines travaillent en majorité dans une autre commune du département (74,7 %), soit les trois quarts. Ils ne sont que 25,3 % à travailler sur place et une très faible proportion (1,1 %) hors du département. La présence des bassins d'emploi attractifs d'Amboise et de Loches, voire de Tours, draine une partie de la population active de Sublaines.

## Culture locale et patrimoine

### Lieux et monuments
Le territoire de la commune est extrêmement riche au point de vue archéologique mais peu de vestiges sont encore visibles ; le dernier dolmen a été démantelé, les tumulus des Danges arasés au moment de leur fouille et la nécropole mérovingienne recouverte ; le site du Grand-Ormeau a été recouvert après les fouilles ; les voies antiques, pour leur part, ne sont plus que des limites parcellaires et localement communales matérialisées par des chemins.
En lien avec le culte de saint Martin, une pierre dite Pierre du pas de Saint-Martin, au bord de la route de Bléré au nord du chef-lieu communal, était réputée, jusqu'au XIXe siècle, avoir conservé des empreintes des pas de ce saint, de son bâton ainsi que des pieds de son cheval. Il semble s'agir simplement d'un polissoir préhistorique.
La construction de l'église Saint-Martin de Sublaines remonte au début du XIIe siècle, mais sa nef fut remaniée au XVe siècle. Depuis le 29 novembre 1948, elle est l'un des édifices inscrits au titre des monuments historiques. Son clocher roman, de plan carré, présente sur l'ensemble de son pourtour deux arcatures encadrant des baies en plein cintre au nombre de deux par face ; il est couvert d'une toiture pyramidale en ardoise. Cette église est aussi remarquable par son mobilier et sa décoration, statues, cuve baptismale, peintures sur les murs de la nef.
Deux fermes, à Cours et Hommes, ont conservé leur tour rectangulaire du XVIe siècle ; dans les deux cas, cette tour servait à la fois de porche d'entrée dans la cour de la ferme (ce porche est maintenant muré mais son arc en plein cintre est encore visible), d'habitation alors que les parois du dernier étage étaient aménagées en pigeonnier, creusées de boulins servant de nid aux oiseaux. La tour de la ferme de Cours fait partie des édifices inscrits au titre des monuments historiques depuis 1963.

Lieux et monuments de Sublaines (sélection).
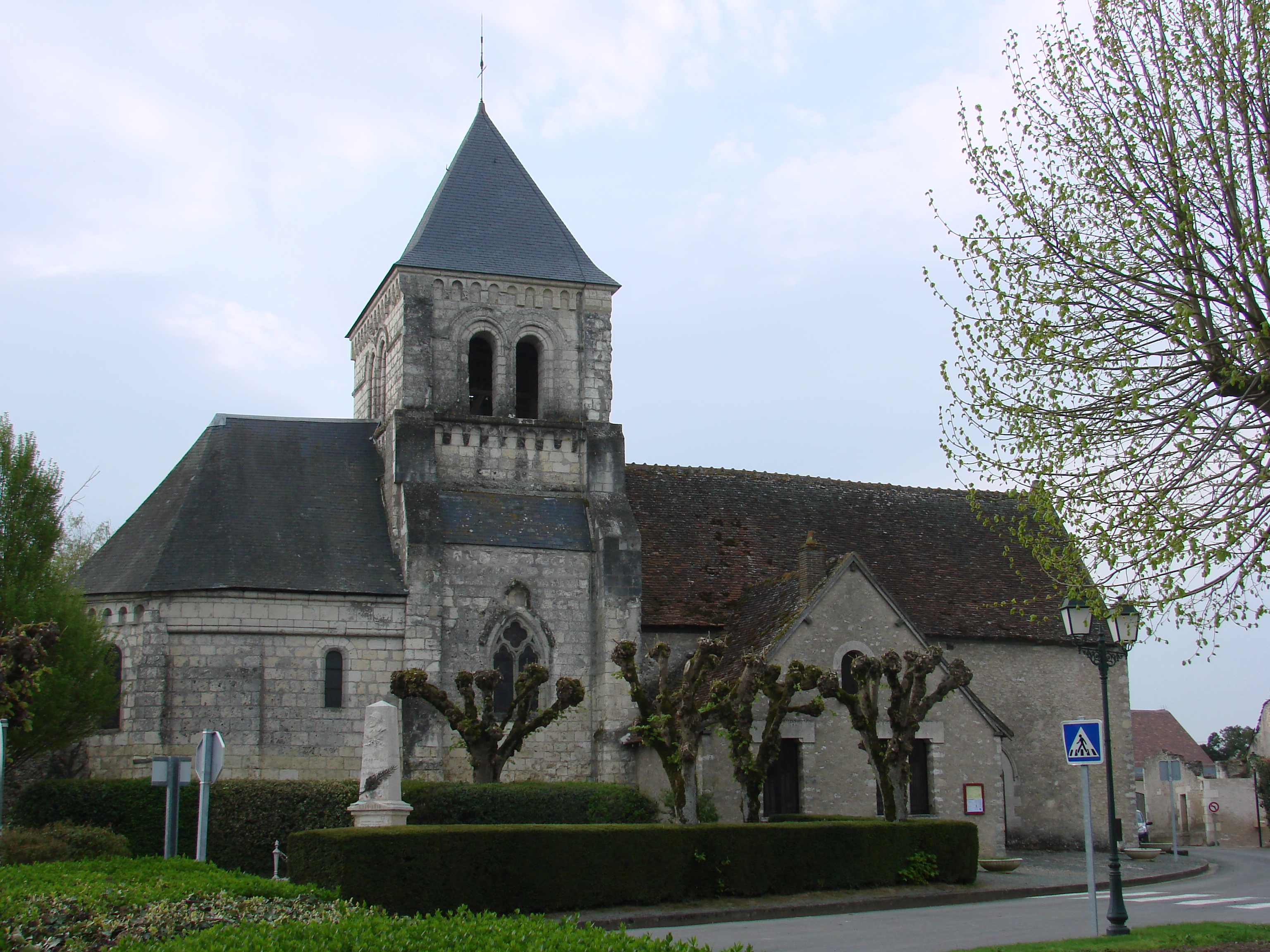
L'église Saint-Martin, vue générale.
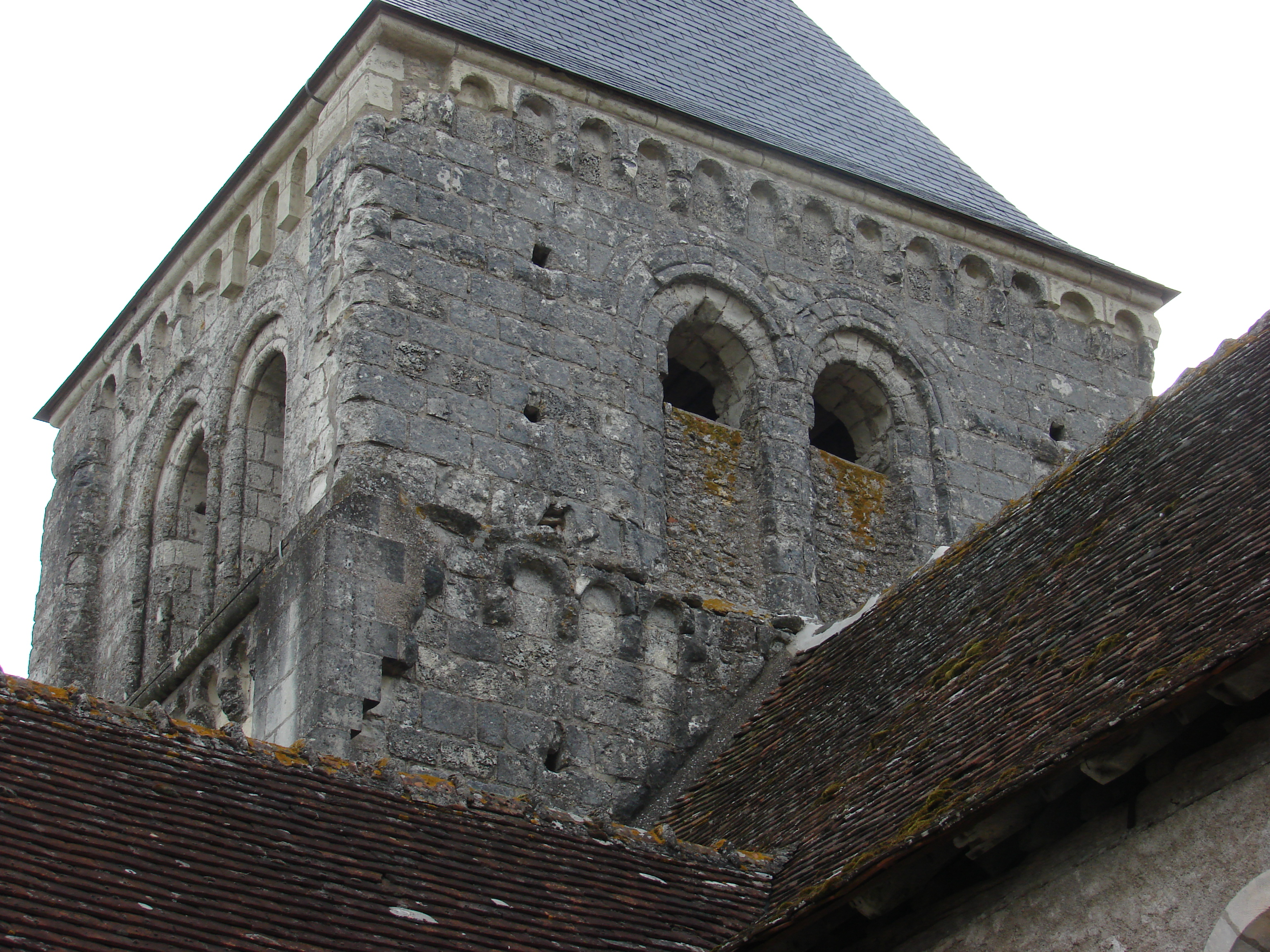
L'église Saint-Martin, le clocher roman.
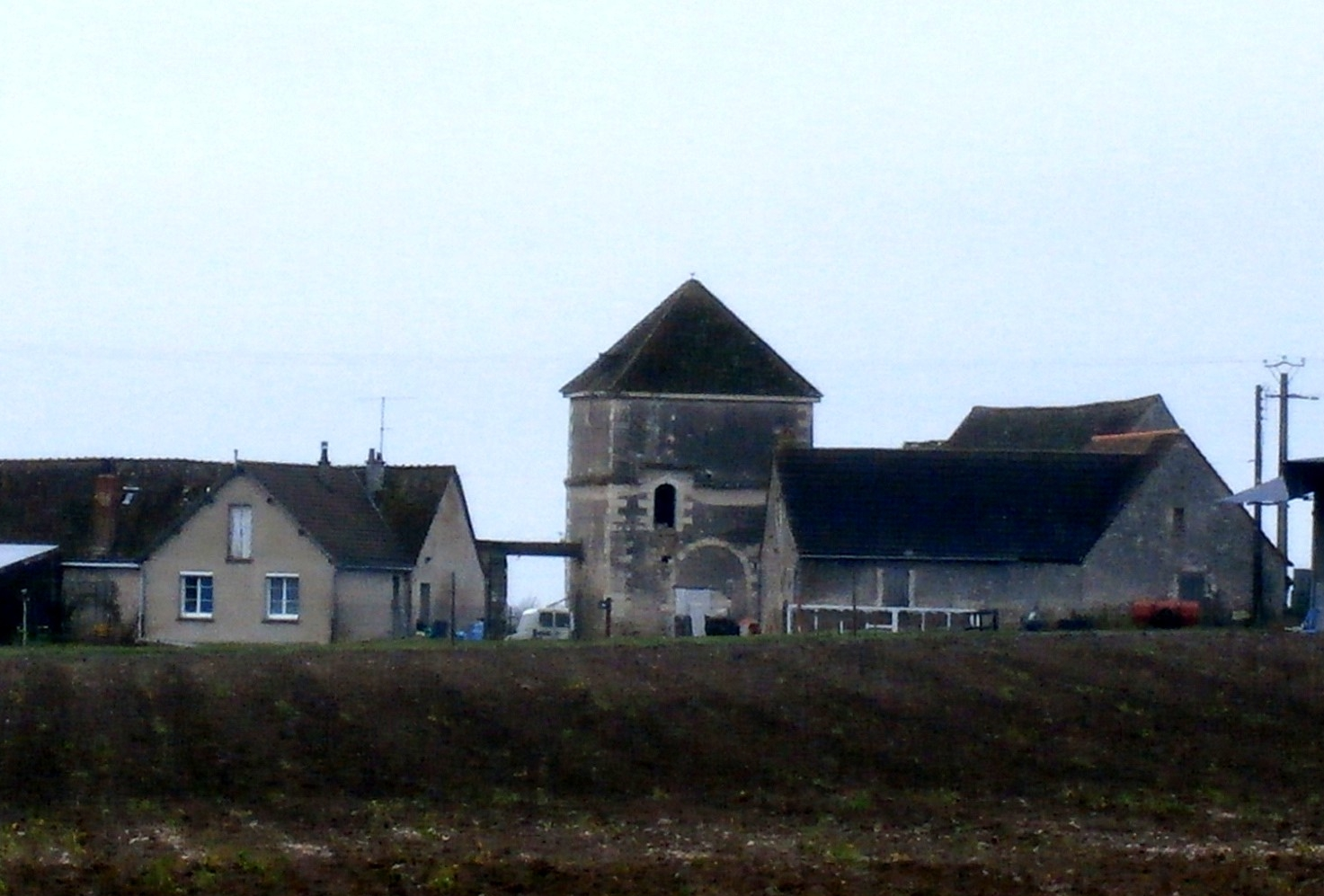
Pigeonnier-tour de la ferme de Cours.
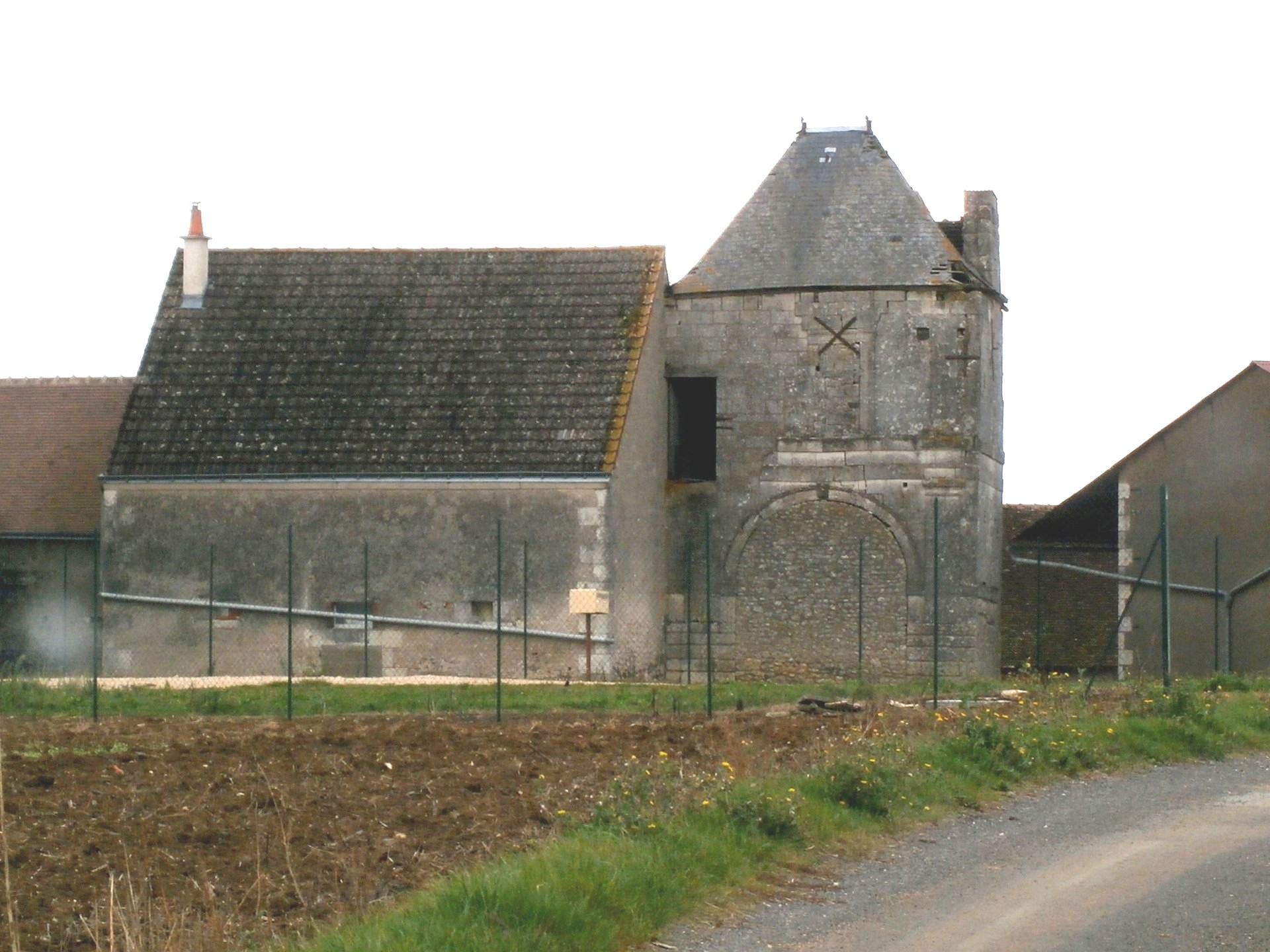
Pigeonnier-tour de la ferme d'Hommes.

### Patrimoine naturel

#### Zones nationales d'intérêt écologique, faunistique et floristique
Ayant pour objectif un inventaire des espèces animales ou végétales qui y sont présentes, la création des zones naturelles d'intérêt écologique, faunistique et floristique (ZNIEFF) ne s'accompagne d'aucune mesure de protection réglementaire. Le territoire communal de Sublaines est intégré, à des degrés divers, à trois ZNIEFF.
Les pelouses du bois du Pas de Saint-Martin, d'une superficie d'un peu plus de 2 hectares, constituent une petite ZNIEFF de type I, de pelouses calcicoles du type mésobromion, partagée entre les communes de Sublaines et Bléré ; cette ZNIEFF héberge plusieurs angiospermes protégées, dont la Véronique prostrée (Veronica prostrata).
La ZNIEFF de type I des pelouses des Tabardières concerne 4 communes pour une superficie totale de 151,6 hectares. À Sublaines, la zone concernée, au sud-ouest du territoire communal, forme une bande discontinue s'étendant vers l'ouest jusqu'à Reignac-sur-Indre. On y trouve des landes à genévrier et des pelouses sèches avec 40 espèces de plantes à fleurs, dont l'Orchis brûlé (Orchis ustulata),.
Le plateau de Champeigne entre Bléré et Loches forme une grande ZNIEFF (9 032 hectares) de type II qui englobe, sur Sublaines, les deux ZNIEFF précédemment citées. S'étendant sur 11 communes, elle intéresse toute la partie du territoire communal de Sublaines située au sud de l'autoroute A85. Pas moins de 50 espèces d'angiospermes et 8 espèces d'oiseaux protégés ou rares y ont été recensées, parmi lesquelles le Circaète Jean-le-Blanc (Circaetus gallicus) et l'Outarde canepetière (Tetrax tetrax) ; ce dernier oiseau est devenu l'emblème de la commune de Sublaines qui a choisi de le faire figurer sur son blason.

#### Réseau Natura 2000
La commune de Sublaines est intégrée depuis 2006, pour la presque totalité de son territoire, au réseau Natura 2000. La zone de protection spéciale (ZPS) ainsi constituée, dite « site Natura 2000 Champeigne », se superpose exactement, sur la commune, à la ZNIEFF du plateau de Champeigne entre Bléré et Loches ; elle vise à la préservation des espèces d'oiseaux rencontrées sur son territoire, grâce à des mesures agroenvironnementales appropriées imposées aux parcelles de culture concernées, en application de la Directive oiseaux du 30 novembre 2009 édictée par l'Union européenne.

Spécimens de la faune et de la flore protégées de Sublaines.
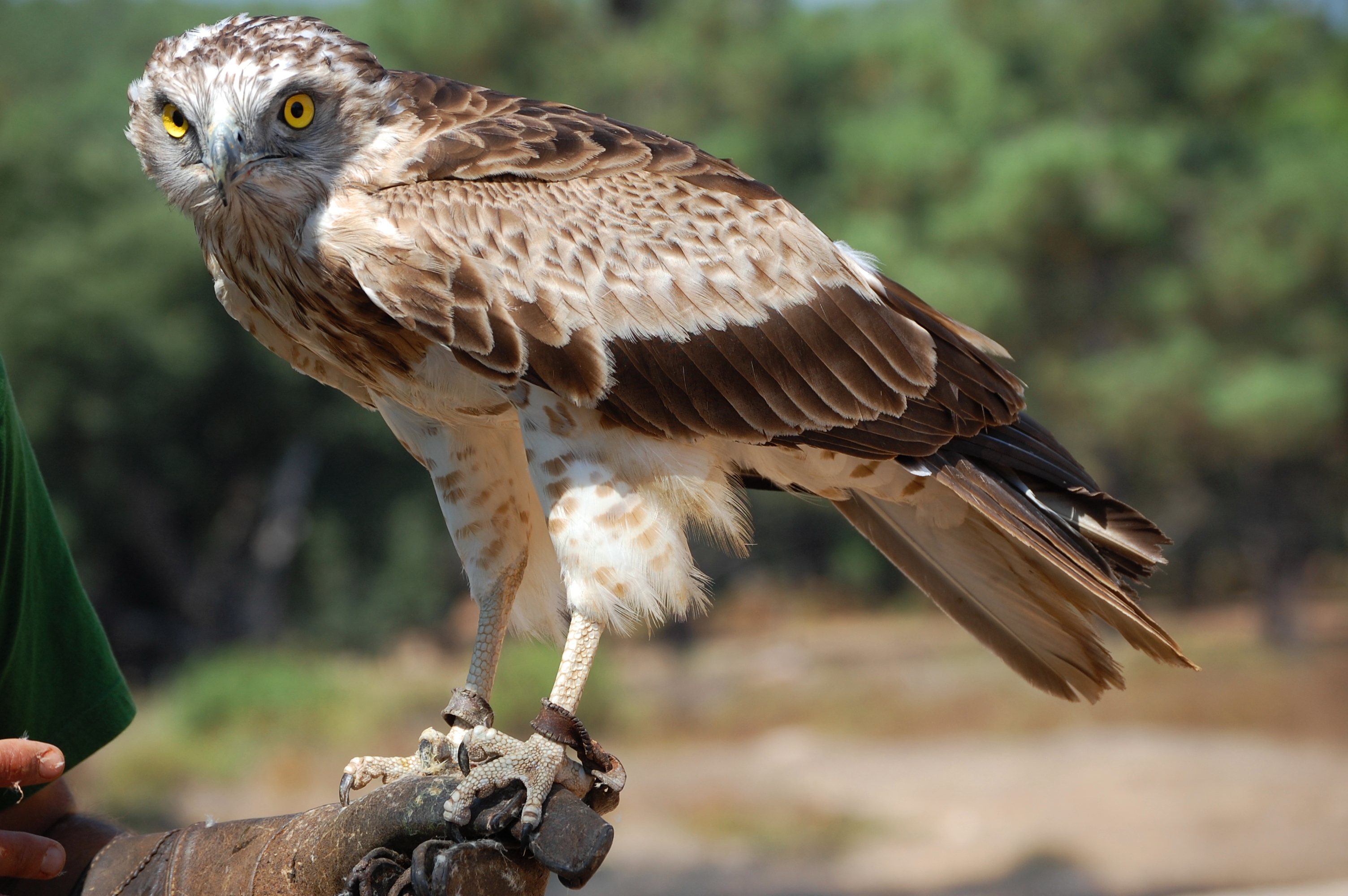
Circaète Jean-le-Blanc.
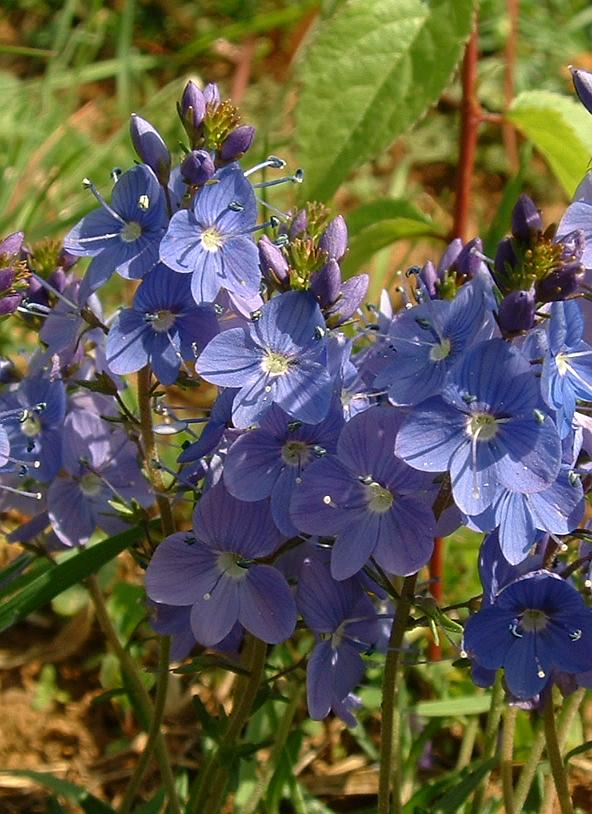
Véronique prostrée.
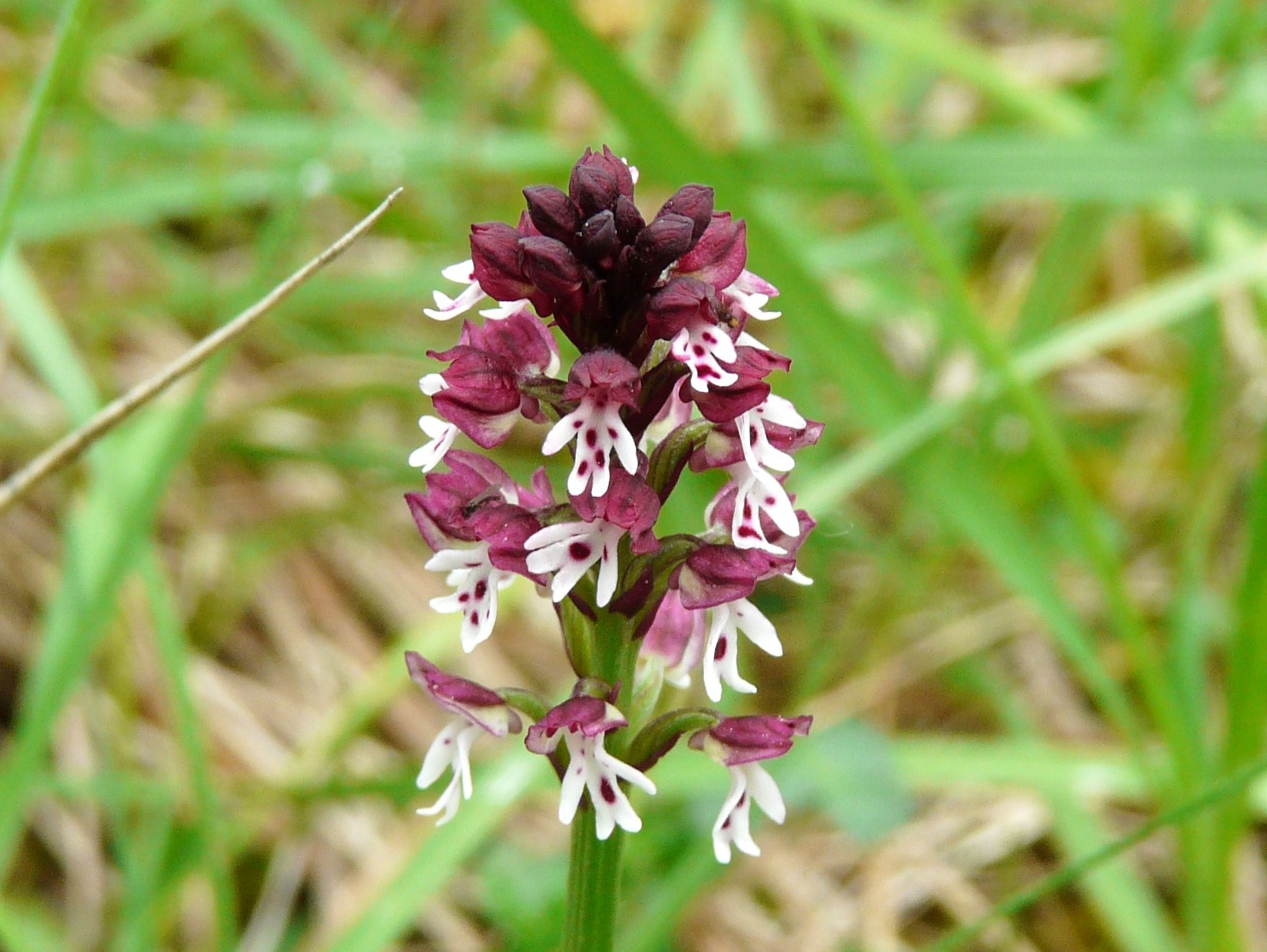
Orchis brûlé.
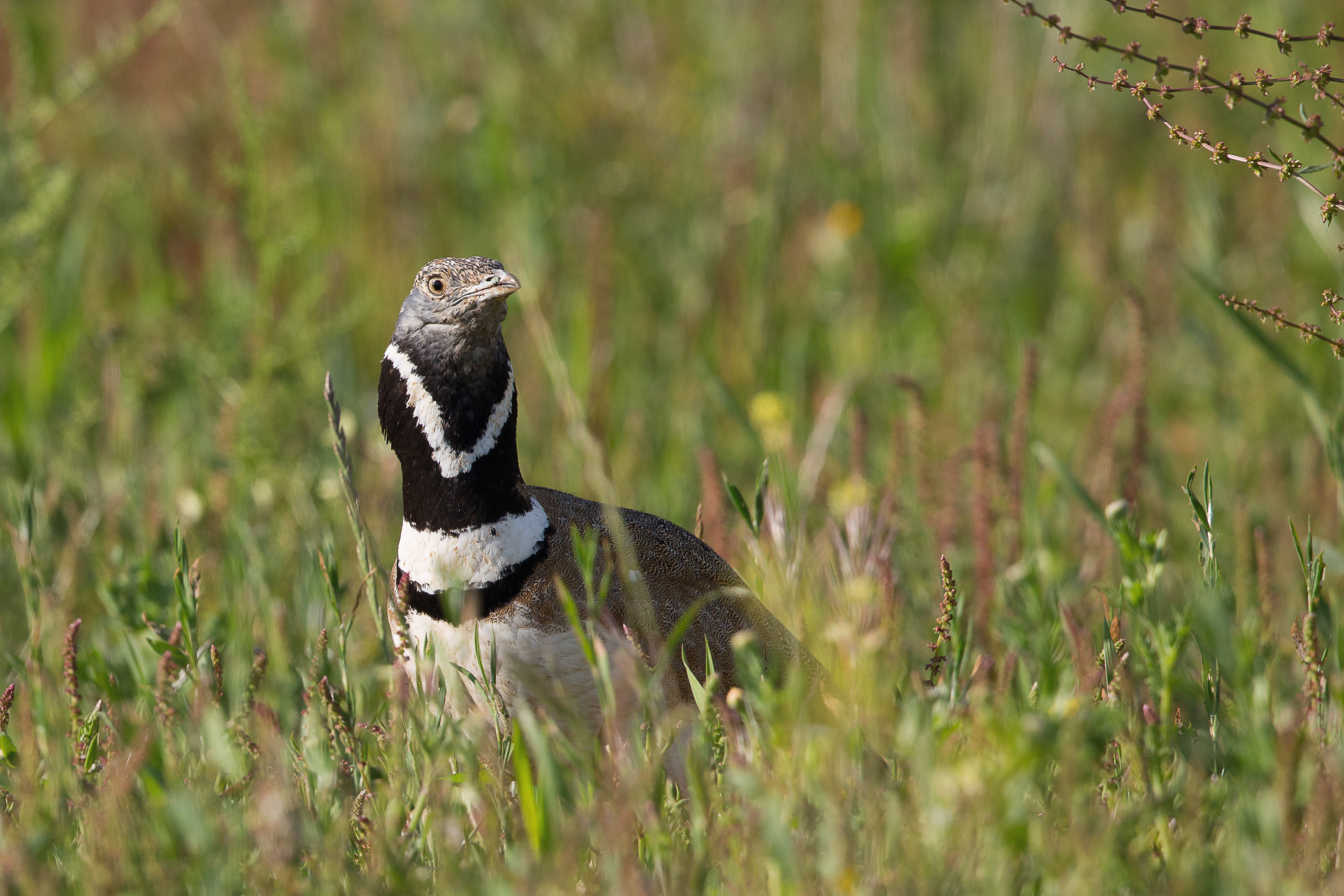
Outarde canepetière.

### Patrimoine gastronomique
La commune de Sublaines est située dans l'aire de l'appellation d'origine protégée (AOP) ou appellation d'origine contrôlée (AOC) du fromage de chèvre sainte-maure de touraine. Le territoire de Sublaines est également intégré aux aires de productions de 24 produits bénéficiant d'une indication géographique protégée (IGP) : rillettes de Tours, bœuf du Maine, vins du Val de Loire, de l'Allier, du Cher, de l'Indre, du Pays de Retz et primeur.

### Sublaines dans la littérature française
L'action du roman Georgette Garou, pour lequel son auteure Dominique Dunois obtint le prix Femina en 1928, se déroule à Sublaines.

### Personnalités liées à la commune
Maurice Davau (1899-1999), natif de Sublaines, est un écrivain régionaliste auteur de nombreux ouvrages relatifs à la Touraine,.
Gérard Cordier (1924-2014), est né à Tours. Chercheur au Centre national de la recherche scientifique (CNRS), préhistorien et protohistorien spécialiste du Néolithique et de l'âge du bronze dans la vallée moyenne de la Loire. Il a consacré beaucoup de temps à l'étude des vestiges archéologiques de Sublaines, village où il s'est installé ; une rue y porte son nom.

### Héraldique
| Blason de Sublaines | Blason  | Taillé: au 1er d'azur à l'outarde d'argent, au 2e de sinople à la fleur de lis d'or. |
| Blason de Sublaines | Détails | Le statut officiel du blason reste à déterminer.                                     |

## Pour en savoir plus